# Titanic
RMS Titanic (výslovnost česky: [tytanyk], anglicky: [taiˈtænik]) je potopený zaoceánský parník třídy Olympic patřící společnosti White Star Line (WSL). Ve své době šlo o největší parník světa. Byl určen pro převoz cestujících a pošty mezi Evropou a Severní Amerikou. Na této trase měl konkurovat podobným parníkům společnosti Cunard Line – Mauretanii a Lusitanii. Kapacita lodi dovolovala převážet až 2 603 cestujících a omezený počet kočárů nebo automobilů. O provoz lodě a o pohodlí cestujících se staralo až 899 členů posádky. Titanic však ztroskotal již během své první plavby.
14. dubna 1912 ve 23:40 (lodního času) se parník srazil s ledovcem. Po necelých třech hodinách, nad ránem 15. dubna v 02:20, klesl ke dnu. Zahynulo přibližně 1 500 cestujících a členů posádky. Příčinou srážky byla vysoká rychlost, nedostatečně jižně vychýlený kurz určený kapitánem Smithem, nevhodné světelné podmínky a absence pátracího světla v důsledku jeho zákazu pro britské civilní lodě. Negativní roli sehrály i příliv tisíciletí 4. ledna 1912, který způsobil neobvyklé množství kusů ledu v moři, a nevybavení hlídky dalekohledy. Příčinou vysokého počtu obětí byla zejména špatná organizace záchranných prací a nedostatek záchranných člunů v kombinaci s v té době moderním, ale stále nedostatečným stavem technologie záchranných člunů.
Zkáze Titanicu se dostalo široké publicity pro velký počet obětí, mezi nimiž byli i někteří z nejbohatších lidí světa a mnoho velmi známých osobností, i kvůli legendám, které vznikly kolem příčiny a průběhu potopení, a později také po objevení zachovalého vraku lodi v hlubinách Atlantiku.
Potopení Titanicu má rovněž velký technický a kulturní význam díky značným změnám v bezpečnosti lodní dopravy, které byly v reakci na tuto katastrofu provedeny.

## Konstrukce a stavba

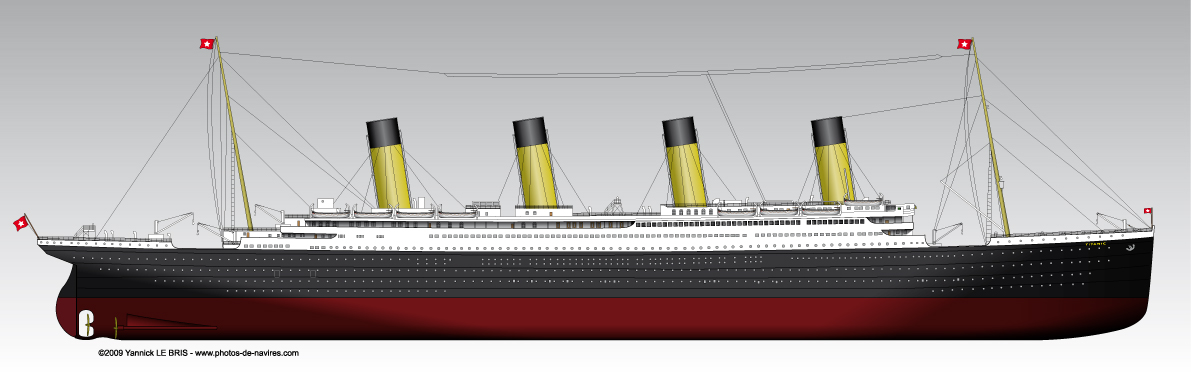
RMS Titanic, kresba

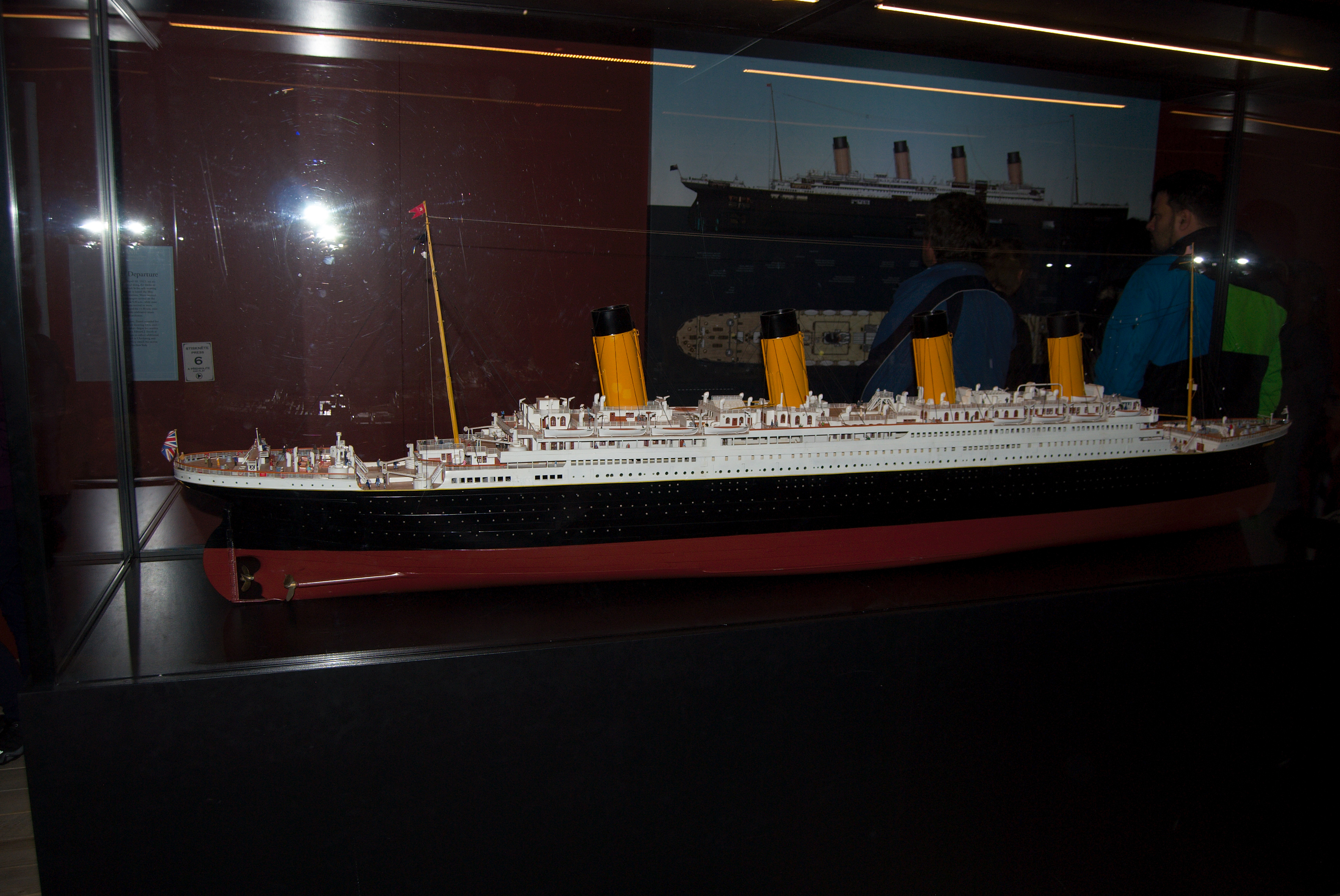
Model Titanicu na výstavě

Srovnání Titanicu (tmavý obrys)
s Queen Mary 2 a dalšími objekty

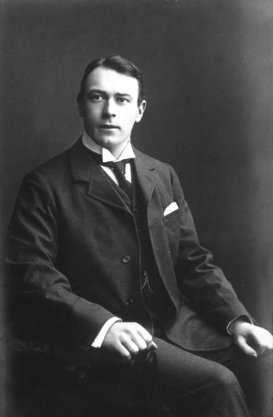
Thomas Andrews, šéfkonstruktér

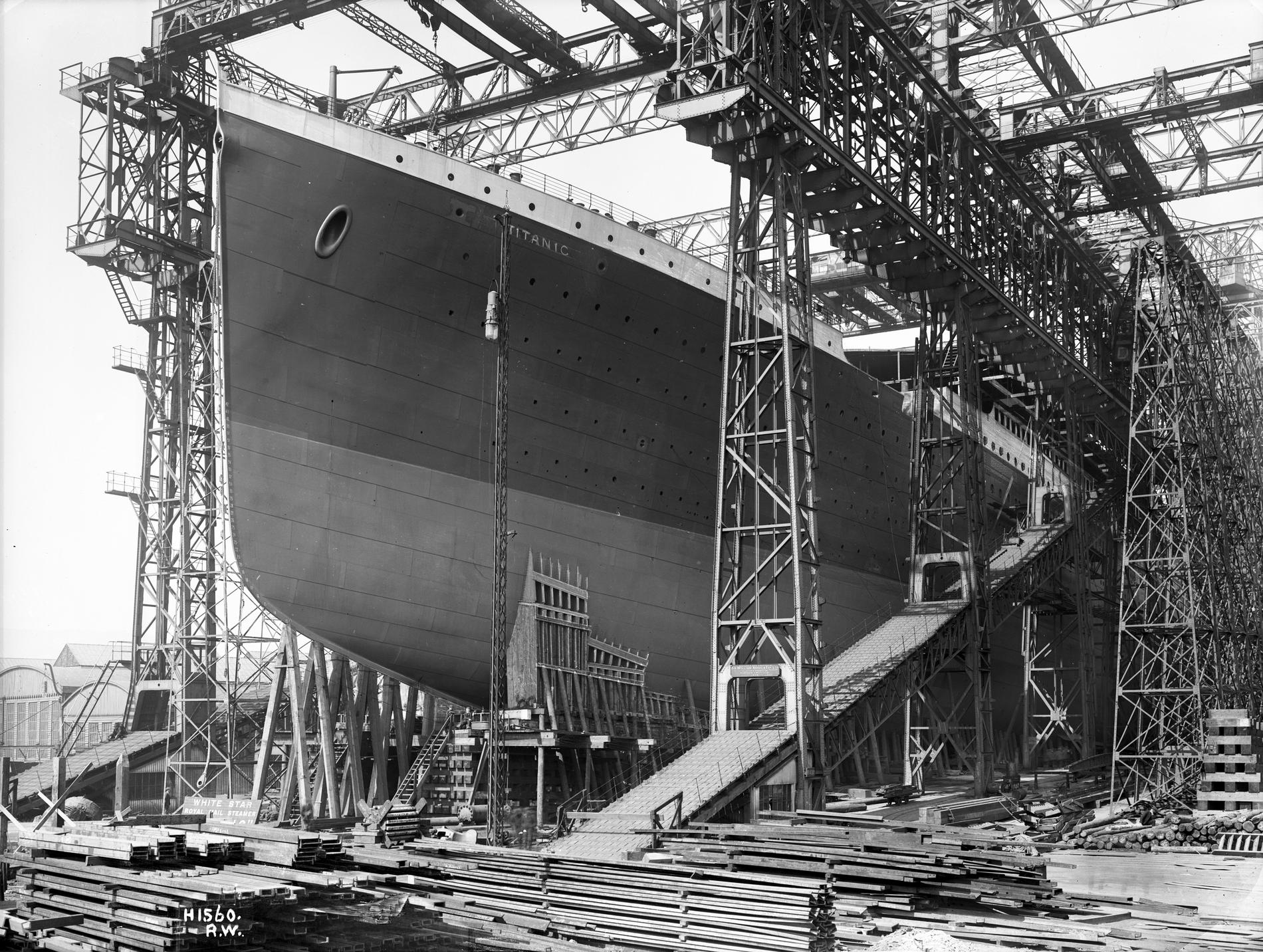
Příď Titanicu při stavbě v loděnicích

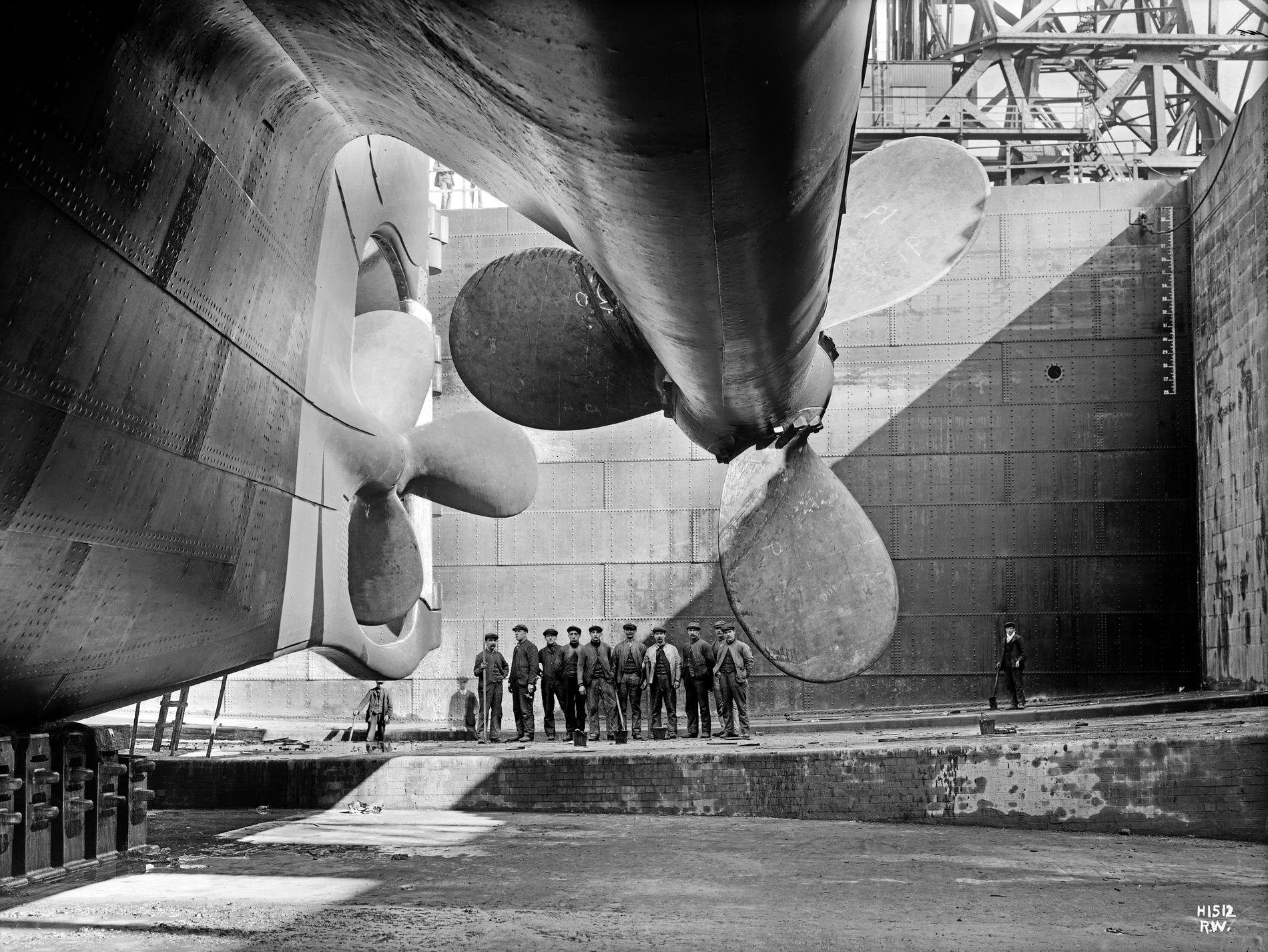
Levý a střední lodní šroub sesterské RMS Olympic – na Titanicu byl i prostřední šroub třílistý

Titanic byl postaven v Belfastu v loděnicích Harland & Wolff na objednávku společnosti White Star Line, jako druhý ze série tří lodí třídy Olympic (RMS Olympic, RMS Titanic a HMHS Britannic). Stavba těchto lodí byla odpovědí konkurenční společnosti Cunard Line vlastnící parníky RMS Lusitania a RMS Mauretania. Projekt Titanicu navrhl Lord Pirrie, který byl ředitelem loděnic Harland and Wolff i plavební společnosti White Star. Na stavbě a konstrukci pracoval šéfkonstruktér Thomas Andrews, stavbyvedoucí a vedoucí konstrukce Alexandr Carlisle, generální manažer a vedoucí projektant odpovědný nejen za výzdobu a interiér plavidla a který taktéž navrhl mechanismus spouštění záchranných člunů. Carlisle v roce 1910 ale odešel ke společnosti Welin Davit & Engineering Company Ltd. a dalších prací se na Titanicu neúčastnil.
Titanic byl 269,1 metrů dlouhý a 28,25 metrů široký. Hrubá tonáž představovala 46 328 BRT (131 190 m3) a výtlak 52 310 tun při maximálním ponoru 10,54 m. Výška paluby od čáry ponoru byla 18 m. Tyto hodnoty vypovídají o tom, že Titanic byl větší než jeho předchůdce Olympic a ve své době byl největším námořním plavidlem. Trup byl z bezpečnostních důvodů rozdělen na 16 záplavových komor a dno lodi bylo zdvojeno. Tato konstrukce měla Titanicu zajistit nejvyšší bezpečnost a přispěla k představě, že je nepotopitelný. Tuto domněnku zveličil i odborný časopis Shipbuilder, který napsal: „Po uzavření vodotěsných dveří v přepážkách se loď stává prakticky nepotopitelnou.“. Loď se měla udržet na hladině i v případě zaplavení až 4 vodotěsných komor současně.
Toto mělo kořen v kontrastování s dodnes používaným dvojkomorovým standardem a dříve používaným systémem horizontálních vodotěsných dveří. Bylo obvyklé, že při srážce lodí byl úder na přepážku schopen ohrozit jen dvě komory, ale kvůli selhání – často manuálně operovaných – dveří a/nebo stěny jedné komory se loď stejně potopila (Empress of Ireland, Luisitania). Titanic měl naopak na většině míst tříkomorový (místy dvojkomorový, čtyřkomorový standard) a automatické, vertikálně se zavírající dveře v kombinací s dosednutím volným pádem. Titanic šel vysoce nad rámec norem a byl tedy vskutku nepotopitelný (v kontextu srážky lodí, což byl dominantní důvod potopení lodí). Drtivá většina inženýrů ale velmi dobře věděla, že loď nejde uchránit před srážkou s ledovcem (i malé ledovce váží mnohem více než největší lodě). Díky tomu nelze ledovec odhodit srážkou a hrozí tedy penetrace celého boku lodi. Navíc při takové srážce hrozí kompletní deformace rámu lodi a tím pádem nezavření se dveří (jak při přímém nárazu tak i při přejetí nad nízce potopeným lemem ledovce) – dveře Titanicu pevně jely v drážkách přepážek, které byly pevně spojeny s bokem lodi. Podobný osud (zkřížení rámu a nedovření se dveří) potopil během hodiny sesterskou loď Titanicu – Britannic.
Pro pohon lodních šroubů, pomocných agregátů a dodávku energie bylo instalováno celkem 29 parních kotlů (24 oboustranných parních kotlů se 6 topeništi a 5 jednostranných kotlů se 3 topeništi) v 6 samostatných kotelnách, celkem se 159 topeništi. Všechny kotle měly průměr 4,79 m. Délka oboustranných kotlů byla 6,08 m a jednostranných 3,5 metru. Kouř z kotlů byl odváděn do tří, 19 metrů vysokých, komínů s přirozeným tahem. Pomocí ventilátorů se vháněl vzduch pod rošty topeniště. Kromě tří hlavních komínů byl instalován i jeden falešný komín na zádi sloužící jako hlavní vývod ventilace a komín kuchyně. Loď pak se čtyřmi komíny vypadala větší a důstojnější. V kotlích se vyvíjela pára pro 2 čtyřválcové sdružené parní stroje s třístupňovou postupnou expanzí, každý o výkonu 15 000 hp (11 MW) s možností reverzace chodu, a jednu nízkotlakou turbínu o výkonu 16 000 hp (12 MW) bez možnosti reverzace. Parní turbína byla umístěna v páté vodotěsné komoře od zádi, pístové stroje v šesté. Registrovaný výkon byl 50 000 hp (37 MW), ale sdružený výkon všech soustrojí byl odhadován až na 55 000 hp (41 MW). Loď měla tři třílisté lodní šrouby, krajní o hmotnosti 38 tun. Maximální rychlost lodi byla odhadována na 24 uzlů (44 km/h), tou však Titanic nikdy neplul.
Kormidlo měl Titanic pouze jedno, navíc bylo krátké a malé plochou. Kormidlo se pohybovalo ve čtvrtkruhu (±45°) a bylo ovládáno převodem přes ozubené kolo. Pro omezení vibrací vznikajících prouděním vody za lodními šrouby a pro případ rychlé změny polohy byly do mechanismu vloženy tuhé pružiny, tlumící tyto vibrace. Kormidlo bylo ovládáno dvěma samostatnými parními stroji. V provozu byl ale využíván pouze jeden, druhý byl záložní, a pracovaly na společný hřídel. V případě nouze bylo možno kormidlo ovládat lanovými převody přes dva vrátky. Kormidlo bylo umístěno u lodního šroubu poháněného parní turbínou neumožňující reverzaci, proto při zpětném chodu nebylo obtékáno  vodou a bylo nefunkční.
Se stavbou RMS Titanicu bylo započato 31. března 1909 a stavba byla financována J. P. Morganem a jeho společností International Mercantile Marine Co. Trup byl na vodu spuštěn 31. května 1911 ve 12:13. Další práce na dokončení trvaly téměř další rok a byly dokončeny 31. března 1912, kdy následovala zkušební plavba.

## Vybavení

### Komfort

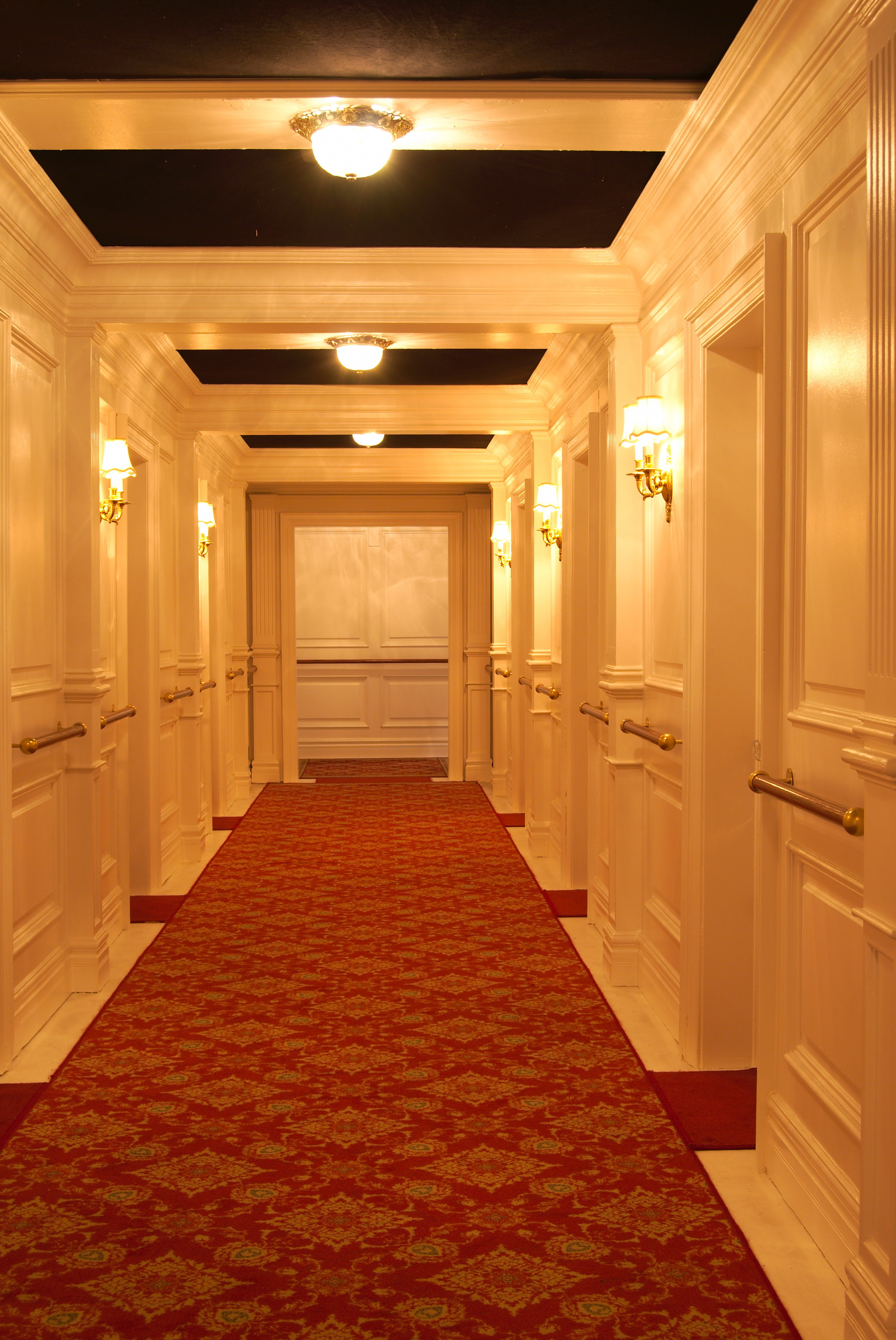
Rekonstrukce chodby na Titanicu

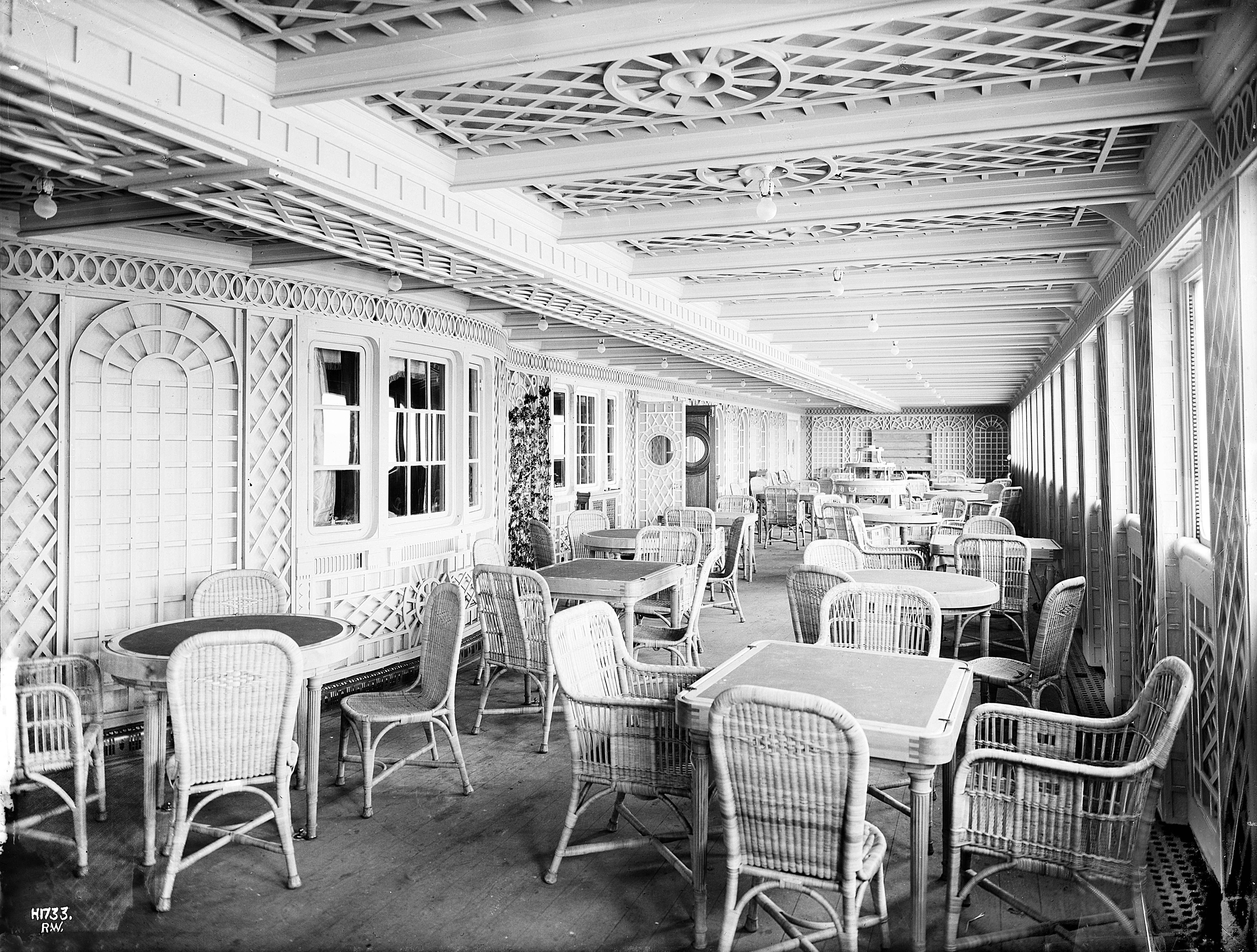
Le Café Parisien, Pařížská kavárna

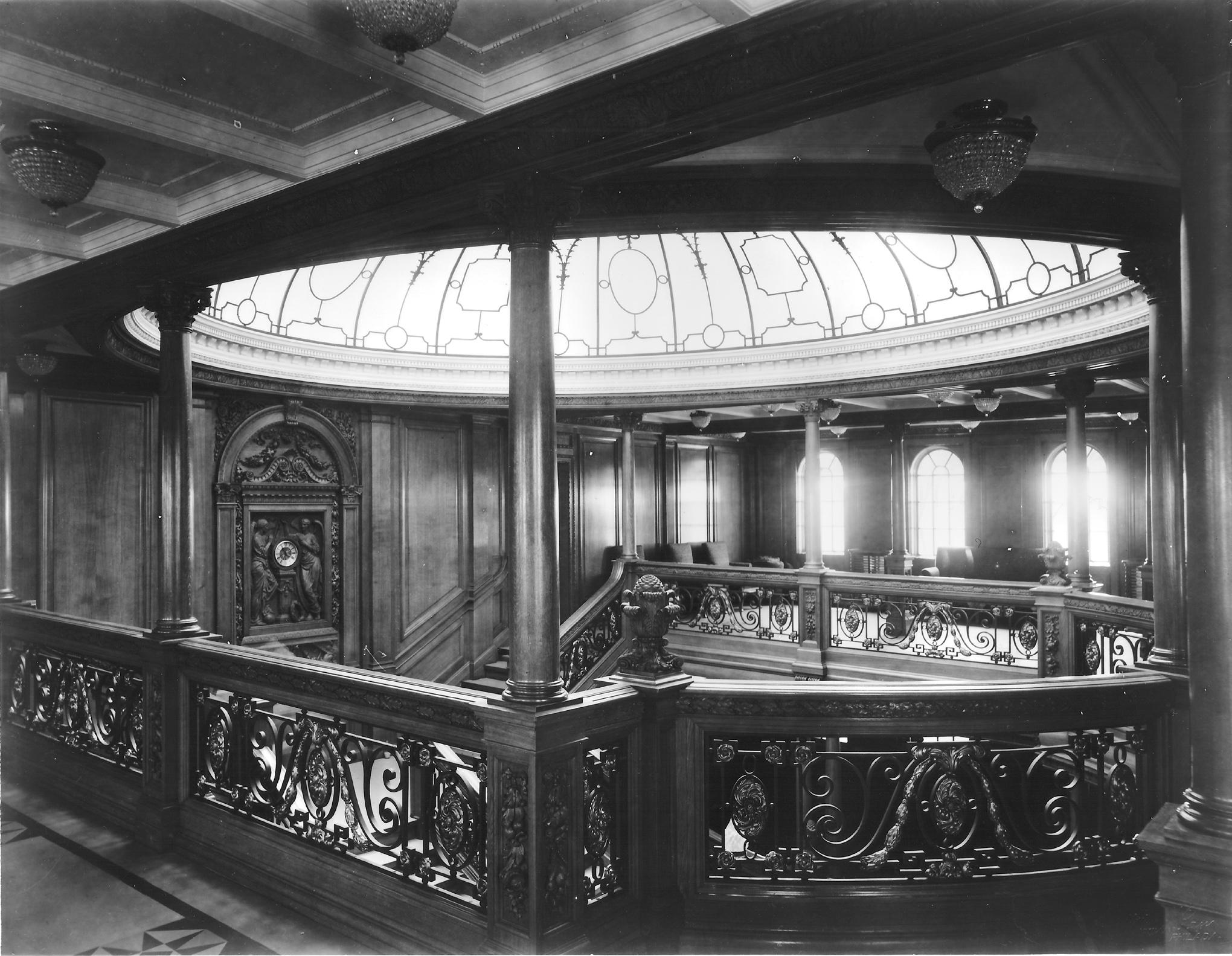
Přední velké schodiště v první třídě

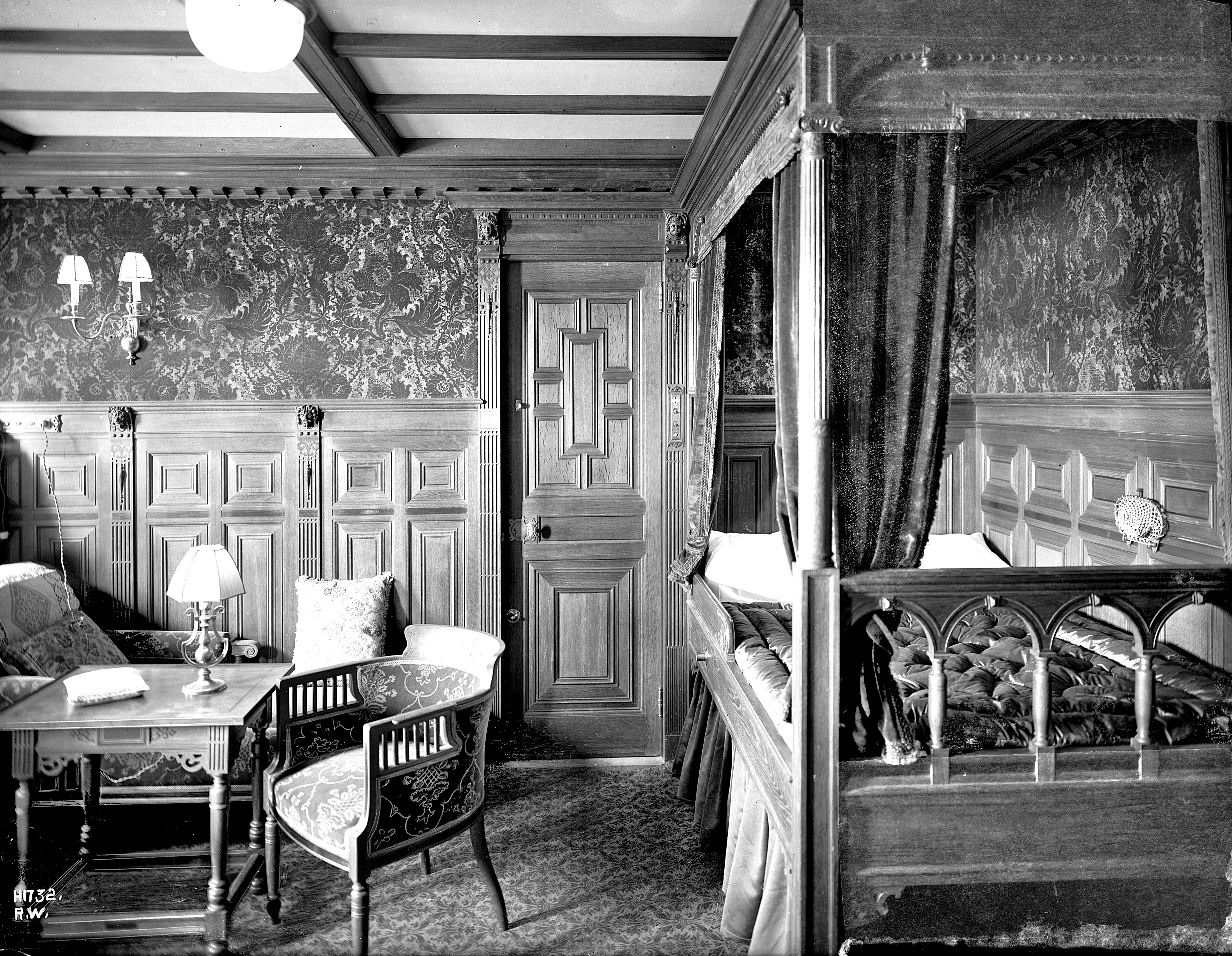
Luxusní kajuta B59

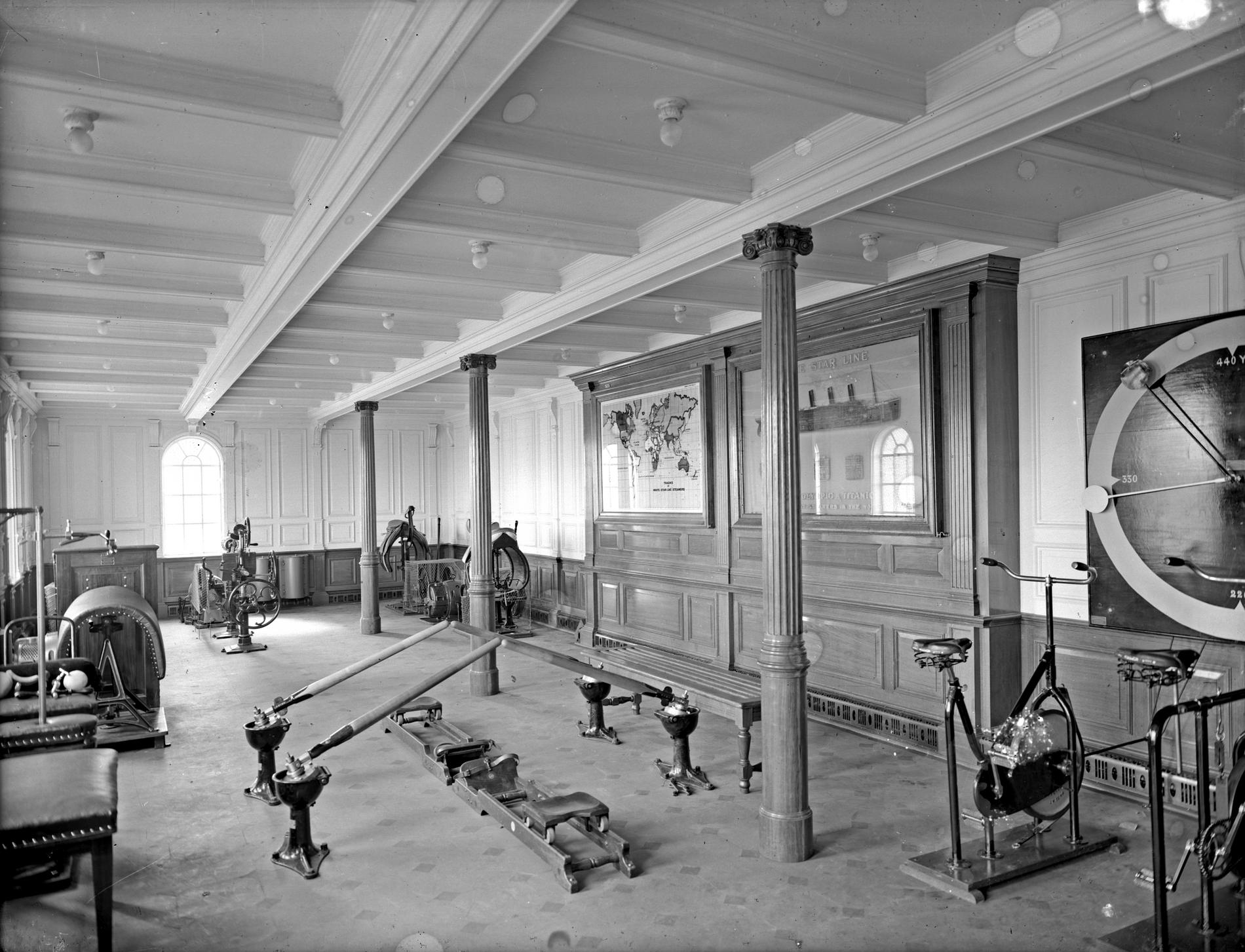
Tělocvična

Již při návrhu interiéru a vybavení pro Titanic se počítalo s tím, že by měl představovat luxus a bohatství. Loď byla vybavena palubním telefonním komunikačním systémem, knihovnou i holičstvím. Pro cestující první třídy byl k dispozici i bazén, tělocvična, hřiště na squash, turecké lázně, elektrické lázně a Veranda Cafe. Taktéž Café Parisien nabízelo speciality pro cestující první třídy, které mohli konzumovat na prosluněné verandě s dekorovaným mřížovím. Společenské místnosti první třídy byly obloženy vyřezávaným dřevěným obložením, drahým nábytkem a dalšími dekoracemi. V třetí třídě bylo vybavení skromné, borovicové obložení a robustní teakový nábytek.
O rozdílu vybavenosti kajut a poskytovaného komfortu svědčí i cenové rozdíly lodních lístků. Cena salónní kajuty: 4 350 USD / 870 liber šterlinků (v dnešních cenách 128 000 USD); kajuta v první třídě: 150 USD / 30 liber (v dnešních cenách 4 400 USD); kajuta v druhé třídě: 60 USD / 13 liber (v dnešních cenách 1 900 USD) a palubní lístek pro třetí třídu: 20–40 USD / 3–8 liber (v dnešních cenách 440–1170 USD).
Loď byla vybavena tehdy špičkovou technologií. Mezi tyto vymoženosti patřily i tři elektrické výtahy v první třídě a jeden ve třídě druhé a loď byla kompletně vybavena elektrickým osvětlením. Komunikaci lodě s okolním světem zajišťovaly dvě rádiové stanice Marconi o výkonu 5 000 wattů. U jedné stanice se ve směnách střídali dva operátoři společnosti Marconi a jejich úkolem bylo odesílání a přijímání osobních i navigačních zpráv. Tato telegrafická služba byla určena pro cestující první třídy. Nejdražší jednosměrný transatlantický přenos stál 870 liber, což odpovídá 63 837 librám v roce 2011, nebo 1 363 dolarů, tj. 30 917 dolarů v roce 2011.
K dalšímu vybavení patřil prostor pro venčení psů, nemocnice s operačním sálem místo běžné lodní ošetřovny, mrazicí skladiště řezaných květin, ubytovací prostory pro služebnictvo první třídy a jiné.
Samotná velikost lodě omezovala houpání vlivem vln a tím snižovala riziko mořské nemoci. Oproti konkurenčním lodím Cunardu netrpěla vysokými vibracemi od motorů.

### Záchranné čluny

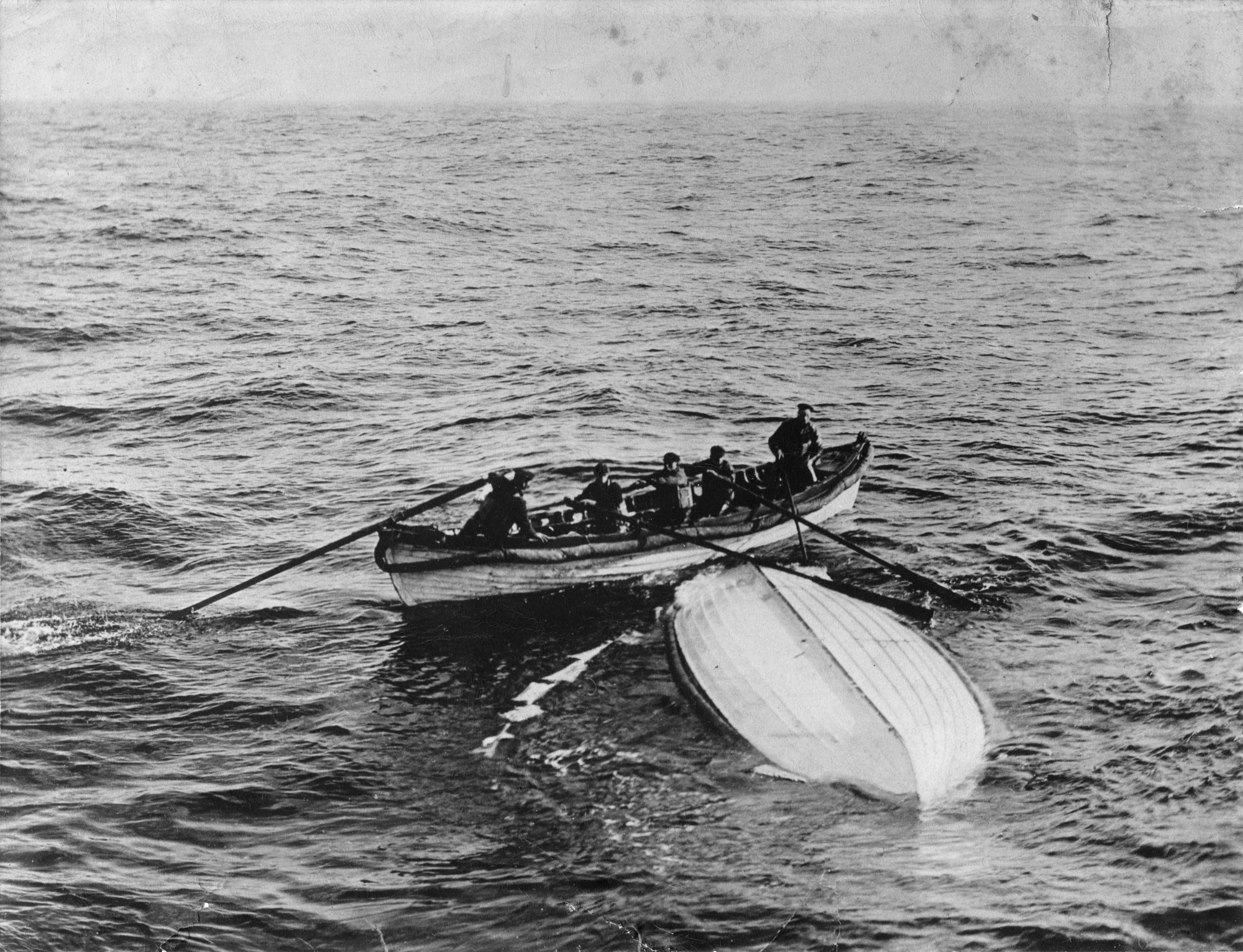
Záchranný člun B dnem vzhůru

RMS Titanic, stejně jako jiná plavidla pro přepravu cestujících po vodě, musel být vybaven záchrannými čluny. Společnost White Star Line při schvalování počtu záchranných člunů a jejich kapacity vycházela z tehdy platných námořních předpisů a požadavků Board of Trade. Tyto předpisy vyžadovaly pouze takovou kapacitu záchranných člunů, která odpovídá výtlaku plavidla a předpokládanému množství přepravovaných cestujících. Pro toto určení byly ale nesprávně použity údaje od sesterské lodi Olympic z roku 1911, kdy počet cestujících na Olympicu nepřesáhl 1 100 osob. Výsledkem byla instalace pouze 20 záchranných člunů o celkové kapacitě 1 178 osob, to je zhruba 1/3 celkové kapacity Titanicu. V době katastrofy bylo na Titanicu přes 2 200 osob. Podle platných předpisů Board of Trade bylo stanovení počtu záchranných člunů správné, protože britské lodě o výtlaku nad 10 000 tun měly nést 16 člunů o celkové prostornosti 5 500 ft³ (krychlových stop), tj. 160 m³ a k tomu další dostatečnou kapacitu jiných záchranných plavidel s kapacitou 75 %, která je snížena na 50 % u lodí s vodotěsnými přepážkami, oproti kapacitě záchranných člunů. V tomto případě mohla společnost White Star Line využít výjimky pro lodě s vodotěsnými přepážkami a celkovou kapacitu v záchranných prostředcích snížit až na 756 osob. Podle těchto předpisů mohla společnost White Star Line instalovat i méně člunů, ale poskytla jich více, než jí bylo předpisy ukládáno. Ani toto navýšení, nad požadavek předpisů, nebylo posléze dostačující.

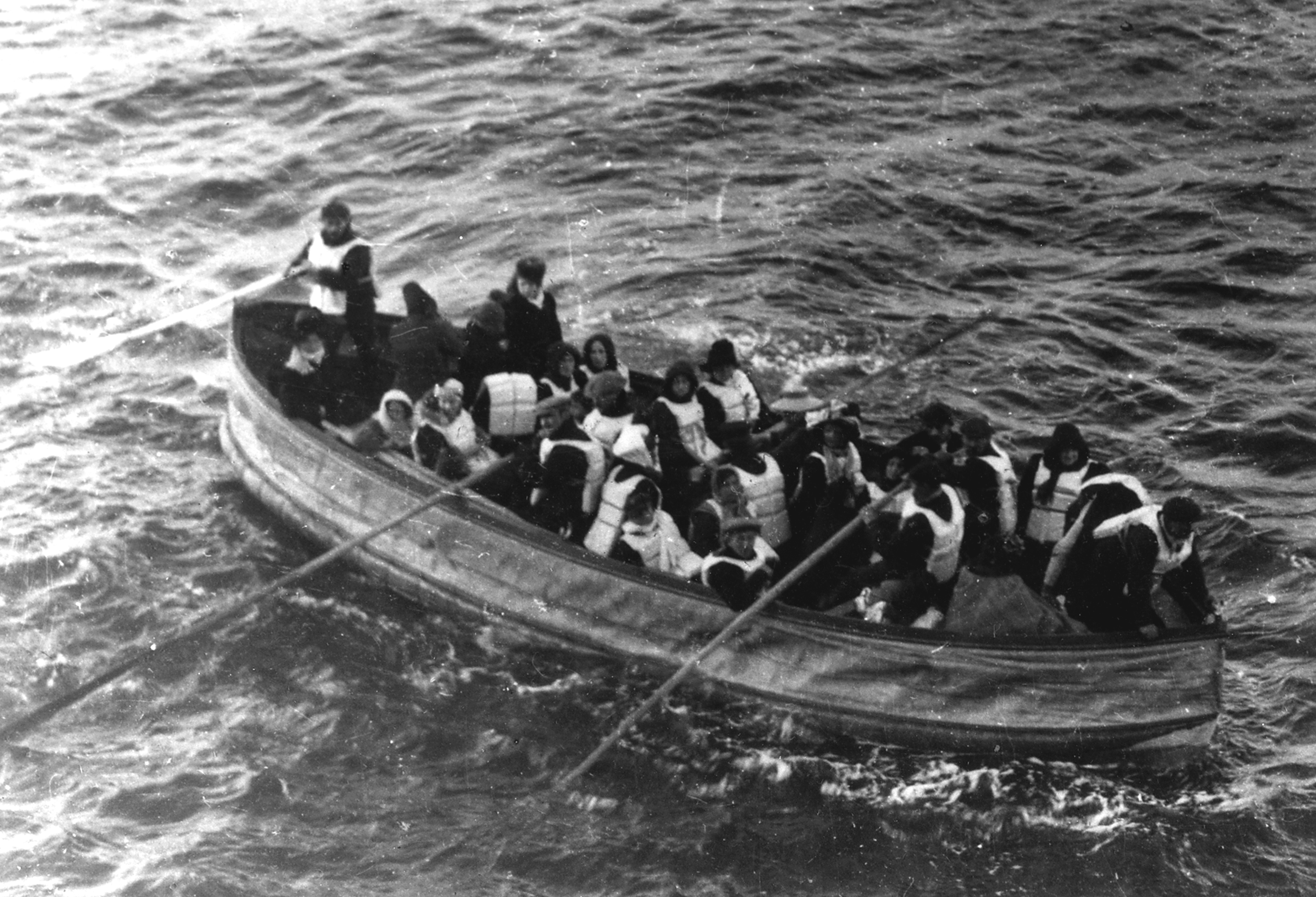
Jeden ze Engelhardtových skládacích člunů Titanicu s trosečníky, foto z paluby Carpathie

Z 20 člunů bylo 14 velkých dřevěných člunů s kapacitou 65 osob, 2 tzv. pohotovostní kutry s kapacitou 40 osob a 4 Engelhardtovy skládací čluny s kapacitou 47 osob. Tyto měly plátěné bočnice s korkovou obrubou a mohly sloužit buď jako vor při spuštění bočnic nebo jako člun při jejich zvednutí.
Je ale potřeba si uvědomit, že nominální kapacita záchranných člunů byla reálně minimálně o pětinu nižší. Spuštění člunu se 65 lidmi na palubě klade velmi vysoké nároky na obsluhu lan na výkladníku, trhavé pohyby mohou jednoduše přetrhnout používaná lana. Navíc ocel ramen výkladníku v mrazu křehne a se 65 lidmi na palubě se může zlomit (toto bylo zjištěno při testech na sesterské lodi Olympic). Navíc při obsazení 65 lidmi na palubě musí někteří lidé stát, což může i při velmi malých vlnách způsobit převrhnutí lodě (nelze dopředu odhadnout čas záchrany a počasí). Reálná kapacita člunů na Titanicu byla tedy kolem 850 osob.
Představa o záchranně 2 200 lidí z paluby Titanicu během asi 30–60 minut (předpokládaná dynamika potopení lodi vlivem efektu volné hladiny, čas a způsob potopení Titanicu byl vzhledem k potlačení tohoto efektu klidným počasím a geometrií lodi silně anomální) s pomocí tehdy dostupných technologií je nereálná. Tím spíše, že na tehdy používané trase byly obvykle dvoumetrové vlny, které zcela znemožňovaly spustit čluny. Loď by potřebovala nést desítky uzavřených člunů s motory, motory poháněné výkladníky a velmi kvalitní materiály. Toto bohužel nebylo na trhu kolem roku 1909 dostupné.
Velké čluny a kutry byly označeny čísly 1 až 16. Čluny se sudými čísly byly upevněny na levoboku, s lichými na pravoboku. Skládací čluny byly označeny písmeny A, B, C a D. Dva pohotovostní kutry byly úplně vpředu vedle kormidelny, po jednom na pravoboku a jednom na levoboku. Čtrnáct velkých člunů bylo rozděleno po sedmi na každý bok lodi, tři vpředu a čtyři vzadu. Skládací čluny byly rozděleny po dvou na pravobok a levobok. Čluny C a D byly uloženy vedle kutrů, v druhé řadě, a měly být spuštěny stejnými výložníky. Skládací čluny A a B byly nevýhodně umístěny až na střeše důstojnických kajut, ve třetí řadě, a i za normálních podmínek bylo obtížné tyto čluny, vážící asi 1 350 kilogramů, dostat na člunovou palubu mezi ramena výložníků a spustit na hladinu.
Titanic byl vybaven moderními Welinovými dvojitými výložníky. Jejich ramena mohla být vykloněna na obě dvě strany, tak aby mohla obsluhovat druhou řadu záchranných člunů umístěnou uvnitř na palubě. Od toho však bylo upuštěno, protože člunová paluba by byla přeplněná, čímž by se zmenšil prostor pro promenádu cestujících a zhoršil výhled na oceán. Ani 32 lodí ve dvou řadách by nestačilo (reálná kapacita 1 500 osob). Jak již bylo řečeno, stav technologie v roce 1909 (rok uzavření designu) obecně znemožňoval rychlou evakuaci pasažérů uprostřed Atlantiku.
Skutečným problémem byla absence světel. Tato byla Britskou Admiralitou civilním lodím zakázána s použitím chabých argumentů tři desetiletí let před osudovou plavbou. Tento zákaz nebyl ani s přihlédnutím ke změně velikostí lodí zmírněn. Toto bylo hlavním skandálem z pohledu tehdejší odborné, obecné veřejnosti a tisku. Hned po katastrofě Titanicu byla naopak přikázána světla hned dvě, později byl příkaz změněn na doporučení a opět změněn na příkaz. Doporučení a obecné kroucení hlavou nad zločinnými akcemi Britské admirality (zákaz měl spíše vojenský – než deklarovaný praktický – podtext) přišlo hlavně ze strany USA (i americké lodě na lince USA/UK se zákazu musely podřídit).

### Čerpadla

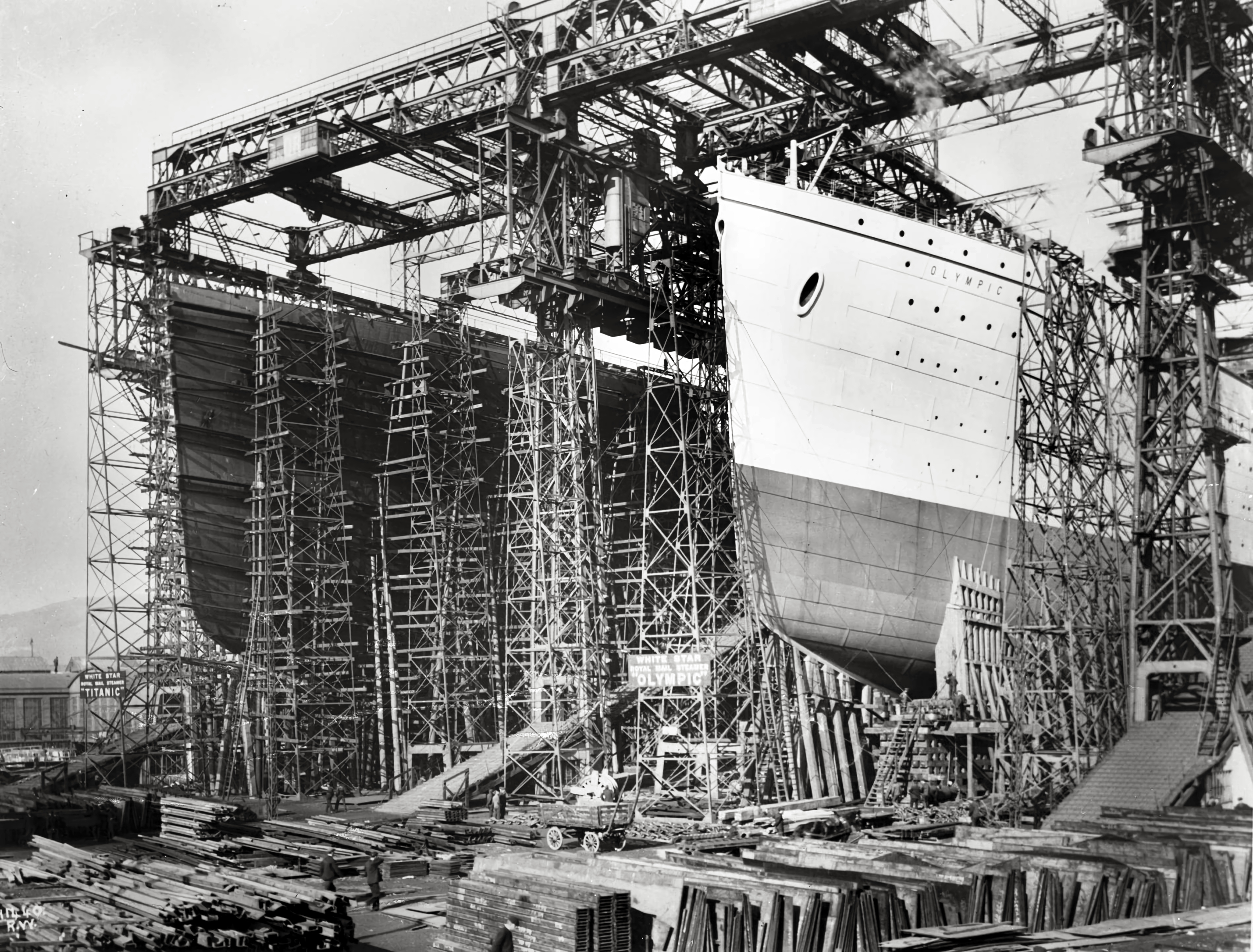
Titanic (vlevo) a Olympic (vpravo)
v loděnicích v Belfastu

RMS Titanic byl vybaven systémem 5 balastních nádrží s čerpadly a dalšími 3 čerpadly, každé s přečerpávací kapacitou 150 tun/hod. Kapacita všech současně pracujících čerpadel dosahovala celkové výtlačné kapacity 1 700 tun mořské vody za hodinu. Dvě hlavní potrubí balastních nádrží o průměru 10″ (~250 mm), s ventily rozvodu vody, byla položena v celé délce trupu nad přepážkami.
Uvádí se, že v průběhu katastrofy se podařilo pomocí čerpadel zpomalit zaplavení 6. kotelny v prvních deseti minutách po srážce s ledovcem a snížit rychlost zaplavování 5. kotelny. Ani odčerpávání vody nemohlo zachovat potřebný vztlak trupu, zpomalilo však zaplavování. Čerpadla pracovala až do 23:50, kdy byla zaplavena a vyřazena z činnosti.

### Srovnání s Olympicem
RMS Titanic a RMS Olympic byly sesterské lodě, přičemž Olympic byl dokončen dříve (31. května 1911). Určitou dobu byly obě lodě vyráběny současně vedle sebe v téže loděnici. Stavba Titanicu byla poněkud zpožděna v době, kdy musel ustoupit nutné opravě Olympicu po jeho nešťastné srážce s křižníkem Hawkee – z této doby pocházejí také společné fotografie obou lodí v Belfastu. Rozdíl mezi Titanicem a Olympicem byl na první pohled patrný pouze ze zábradlí na palubě A, které bylo změněno na poslední chvíli.[zdroj⁠?!] Obě lodě měly trup stejně dlouhý (rozdíl činil 10 cm), jen Titanic měl větší registrovanou hmotnost (BRT) a obě lodě měly i velmi podobný vzhled. Lišily se v tom, že přední promenáda na palubě A Titanicu byla uzavřena pro ochranu cestujících před počasím, paluby B měly jiné uspořádání a na Olympicu nebyla „Café Parisien“. Ta byla na Olympic přestavěna v roce 1912, díky oblibě, kterou si získala na Titanicu. Při stavbě Titanicu byly odstraněny i některé konstrukční nedostatky zjištěné na Olympicu. Světla na palubě A Titanicu byla kulatá, na Olympicu oválná. Kormidelna na Titanicu byla protáhlejší – užší a delší. Další provedené úpravy přispěly k tomu, že byl Titanic při spuštění na vodu v roce 1912 o 1 004 BRT větší, a loď se jevila užší a delší (šlo ovšem pouze o optický dojem).

## Spuštění na vodu

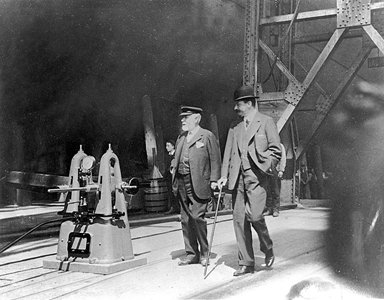
Lord Pirrie a Bruce Ismay v loděnicích Harland & Wolff před spuštěním Titanicu

Trup Titanicu byl spuštěn na vodu řeky Lagan dne 31. května 1911 ve 12:13, kdy dal předseda správní rady loděnice William James Pirrie pokyn k zahájení spuštění. Události přihlíželo množství pozvaných osob a zvědavých občanů. Spuštění lodi ale proběhlo bez obvyklých obřadů, jako je například křest lodi. Společnost White Star Line sice nikdy své lodě nekřtila, ale později byla absence křtu laiky pokládána za jednu z příčin katastrofy – společnost White Star Line však nikdy nepokřtila žádnou ze svých lodí, stejně jako nekřtila své lodě konkurenční státem subvencovaná Cunard Line. Po spuštění zůstal Titanic na pozemcích loděnic Harland and Wolff k dokončení. Bylo nutno osadit kotle, parní stroje, namontovat stožáry, komíny a zařídit a vybavit interiéry a jiné. Tyto práce trvaly skoro další rok.

### Zkoušky

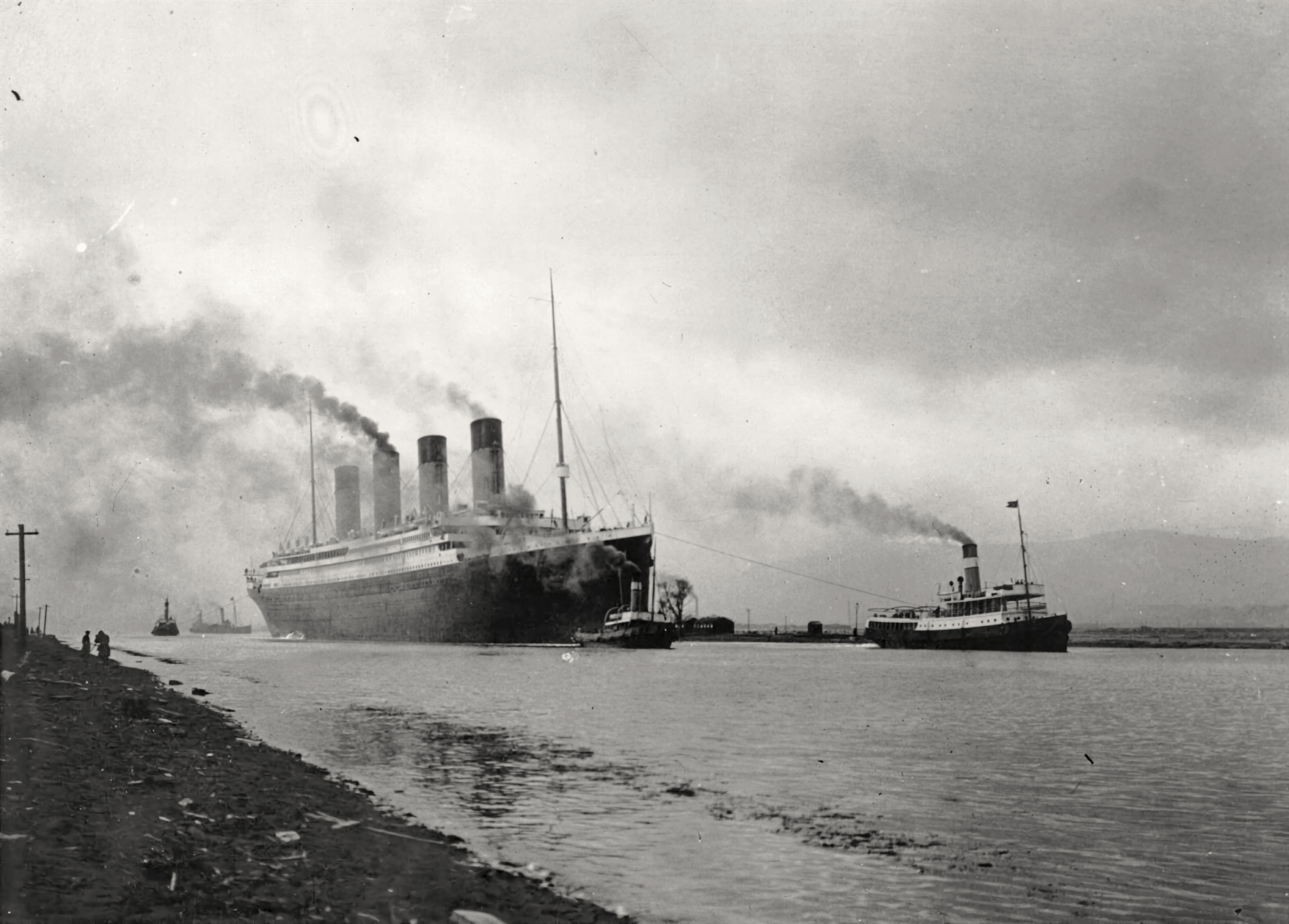
Titanic proplouvající kanálem
ke zkouškám v Irském moři

Následně, po dohotovení dokončovacích prací, byly 1. dubna 1912 zahájeny zatěžkávací zkoušky v Irském moři podle tehdejších předpisů – rozjetí z místa, zastavení, nejkratší oblouk v „plné rychlosti“ (šlo o nejvyšší rychlost Titanicem dosaženou 21,5 uzlu – což je obdivuhodné i dnes) a 2. dubna byl Titanic po zkouškách uznán plavby schopným na jeden rok a dostal povolení k plavbě Victoriiným kanálem z Belfastu do Irského moře a krátce po půlnoci 3. dubna 1912 vplul Titanic do Southamptonu.

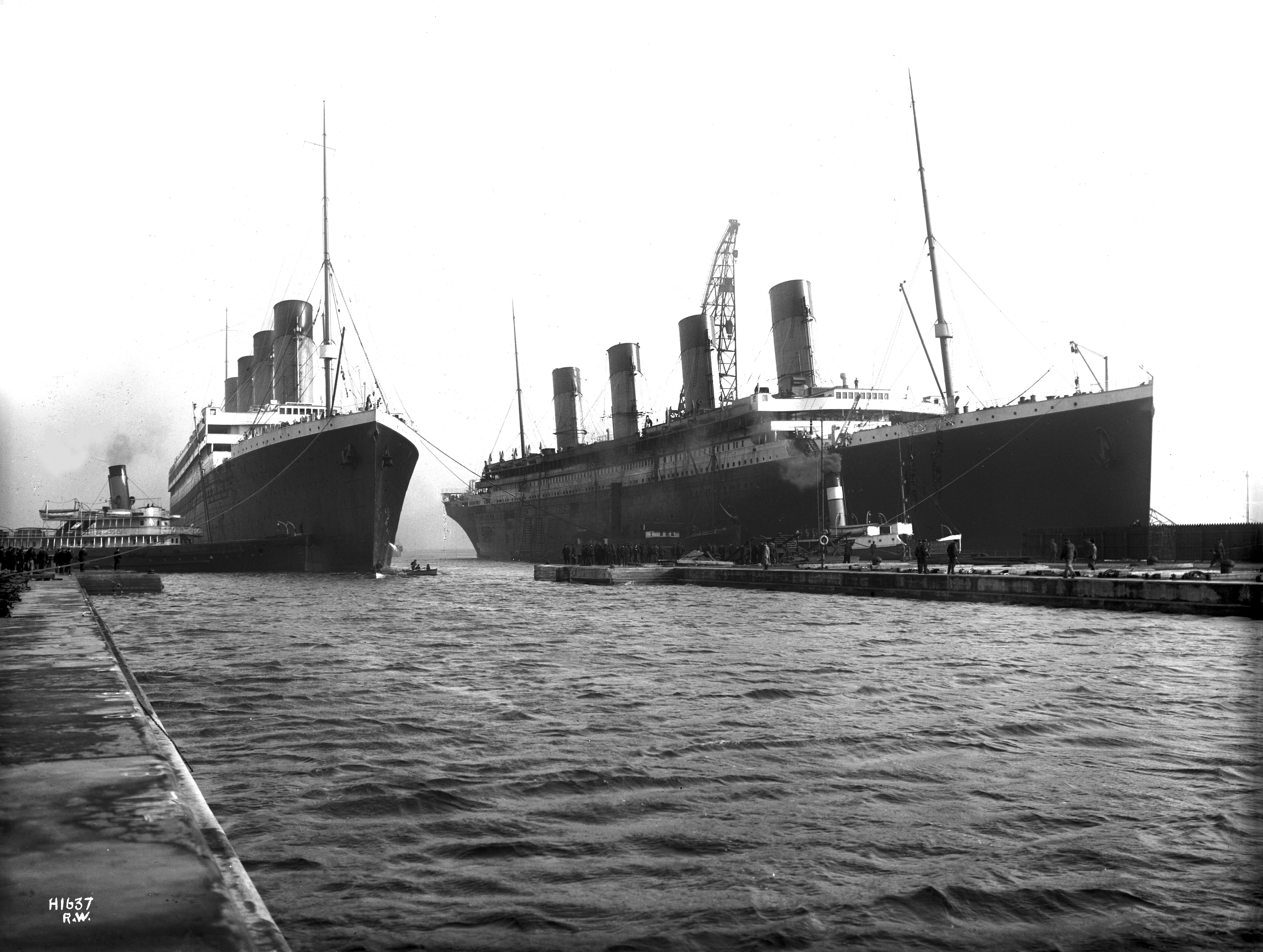
6. března 1912 Olympic (vlevo) a Titanic (vpravo) v době dokončovacích prací

Zkoušky probíhaly bez obsluhujícího personálu cestujících. Na palubě Titanicu bylo 78 topičů a strojníků a 41 členů posádky. Na lodní palubě byli přítomni zástupci různých společností, například Harold A. Sanderson z I.M.M, Thomas Andrews a Edward Wilding z Harland & Wolff. Pro nemoc se omluvili J. Bruce Ismay a Lord Pirrie. Jack Phillips a Harold Bride byli operátoři radiostanice Marconi a prováděli jemné doladění stanice – což vyžadovalo několik složitých obratů lodi. Hlavní osobou byl Francis Carruthers z Board of Trade, který po prověření lodě podepsal dokument Agreement and Account of Voyages and Crew, opravňující loď k plavbě s pasažéry po dobu dvanácti měsíců.
Po šesti hodinách plavebních zkoušek na moři opustil Titanic v poledne Belfast a vydal se na 550 mil (890 km) dlouhou cestu do Southamptonu pod velením kapitána Herberta Haddocka. 10. dubna byla provedena poslední inspekce lodi, kterou provedl sám konstruktér Titanicu, Thomas Andrews.

## Plavba

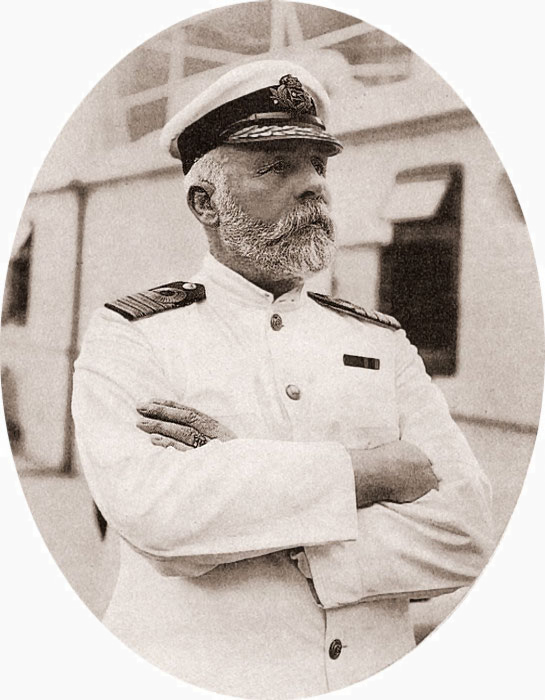
Edward J. Smith, kapitán Titanicu

První, a zároveň i poslední plavba směřovala z anglického Southamptonu přes francouzský Cherbourg a irský Queenstown (Cobh) do amerického New Yorku. Na plavbu se Titanic vydal 10. dubna 1912 pod velením kapitána Edwarda J. Smithe, který byl komodorem flotily White Star Line a předtím sloužil na Olympicu.

### V Evropě
V Anglii bylo tradicí, že společnost White Star Line vypravovala zvláštní vlak z Londýna do přístavu tak, aby cestující, kteří strávili poslední noc na pevnině v hotelu, měli zajištěnu dopravu k jejím lodím. První plavba Titanicu byla málem na poslední chvíli odložena kvůli probíhající stávce horníků – na Titanic musela být přeložena zásoba uhlí ze všech dostupných lodí White Star Line v Southamptonu, aby vyhověl úřednímu zjištění, podle kterého je vybaven dostatečným množstvím uhlí pro plavbu přes Atlantik – není bez zajímavosti, že tento limit, nastavený pro daleko menší lodě, překročil Titanic jen o několik set kg.
Na palubu se nalodilo přes 1 300 cestujících, z toho více než 300 v první třídě, téměř 300 osob v druhé třídě a přes 700 ve třídě třetí. Titanic tedy nebyl na své první plavbě kapacitně zcela vytížen, společně s posádkou pak bylo na palubě až 2 223 lidí. Velení lodi bylo v rukou kapitána Edwarda J. Smithe, který měl k ruce 7 důstojníků (vrchní důstojník H. T. Wilde, 1. důstojník William McMaster Murdoch, 2. Charles Herbert Lightoller, 3. Herbert John Pitman, 4. Joseph Grove Boxhall, 5. Harold Godfrey Lowe, 6. James Pell Moody). Na palubě lodi se nacházel i generální ředitel lodní společnosti White Star Line lord J. Bruce Ismay a šéfkonstruktér Thomas Andrews, projektant R. R. C. Chisholm, elektrikáři W. H. M. Parr a E. H. Watson, zámečníci A. F. Cunnigham, A. W. Frost, R. J. Knight a instalatér Francis Milan „Frank“ Parkers.
První plavba byla úspěšná pouze pro několik málo cestujících, kteří se plavili ze Southamptonu do Cherbourgu nebo Queenstownu a další plavby se neúčastnili. Přístav v Queenstownu nebyl stavebně vybaven pro tak velkou loď a naloďování a vyloďování neprobíhalo u mola, ale pomocí lodí (SS Nomadic) speciálně pro tento účel společností zakoupených, které pasažéry převážely mezi lodí a pevninou. Po vyplutí z Queenstownu směr New York bylo na palubě 2 201 osob; 1 316 cestujících a 855 členů posádky.
Na první plavbě Titanicu přes Atlantský oceán bylo mnoho významných cestujících, jako např.:
- milionář John Jacob Astor IV a jeho manželka Madeleine Force Astorová,
- průmyslník Benjamin Guggenheim,
- majitel obchodního řetězce Macy's; Isidor Straus a jeho manželka Ida,
- milionářka Margaret „Molly“ Brownová z Denveru, později přezdívaná „Nepotopitelná Molly“ pro pomoc ostatním při ztroskotání,
- sir Cosmo Duff-Gordon a jeho manželka, módní návrhářka Lucy Duffová-Gordonová,
- George Dunton Widener a jeho manželka Eleanor se synem Harrym, hráčem kriketu,
- obchodník John Borland Thayer s manželkou Marian a sedmnáctiletým synem Jackem,
- novinář William Thomas Stead, který v roce 1892 napsal knihu o zaoceánském parníku potopeném ledovou krou,
- hraběnka Rothes,
- asistent prezidenta Spojených států amerických Archibald Butt,
- spisovatelka a socioložka Helen Churchill Candeeová,
- spisovatel Jacques Futrelle s manželkou May a jejich přátelé, producenti z Broadwaye,
- Henry a Rene Harrisovi,
- herečka němého filmu Dorothy Gibsonová
- a další.[47]

Plavby se naopak neúčastnil bankéř J. P. Morgan, který na poslední chvíli plavbu zrušil – podle tehdejších měřítek nebyla společnost na panenské plavbě Titanicu – navzdory pozdějším výmyslům – nijak výjimečná či vybraná a podle záznamů rovněž loď nepřevážela žádné významnější cennosti či poklady (tím méně často zmiňovanou mumii, která je bezpečně uložena v Britském muzeu). Více než tři desítky lidí pak plavbu na Titanicu odřekly na poslední chvíli z různých důvodů, mezi kterými nechyběly ani zlé předtuchy. Ty ovšem panovaly i na lodi – několik přeživších vzpomínalo na kokrhání kohouta, které v Cornwalu a Walesu ohlašuje smrt. Drůbež ušlechtilého chovu byla ovšem na seznamu nákladu a byla ubytována vedle psů nedaleko kuchyně první třídy – v těsném sousedství kajut druhé třídy. Není rovněž bez zajímavosti, že jeden z členů posádky (tzv. černého gangu) dezertoval ze služby v Cóbhu (Queenstownu), který byl jeho bydlištěm, a Titanic mu posloužil pravděpodobně jen jako způsob, jak se zadarmo dostat domů. Další z členů posádky pak ztratil svoji námořnickou knížku a na jeho místě zahynul na Titanicu neznámý člověk. Pro Slováky není bez zajímavosti, že jistý „Francouz“ se jménem Michel Navratil, narozen v Seredi, cestoval pod pseudonymem se dvěma malými dětmi, které unesl, aby zachránil své rozpadlé manželství. Obě děti dokázal dostat do člunu, avšak sám na lodi zahynul – jeho tělo bylo vyloveno a halifaxský rabín o ostatcích slovensko-francouzského katolíka rozhodl, že jde o Žida, a tak je Michel Navrátil pohřben na židovském hřbitově v Halifaxu. Mezi cestujícími nalezneme Brity, Iry ale především Skandinávce – ve Skandinávii White Star Line mohutně inzerovala a řada především švédských rodin koupila lístek „na první volnou loď do Ameriky.“ Mezi cestujícími byli však také Syřané, Arméni a další národnosti Blízkého východu, nastoupivší v Cherbourgu, kam se dopravili vlakem z Marseille. V posádce převažovali Britové (což nebylo na britských lodích pravidlem) a v „Černém gangu“ topičů a strojníků nalézáme především irská jména. Když Titanic opouštěl ve čtvrtek 11. dubna Queenstown, jeden z irských emigrantů Eugene Dally hrál na irské dudy píseň „Irish Lament“ (Irský nářek) – tentýž Dally, který katastrofu přežil, pak žaloval mezi stovkami jiných společnost White Star Line o náhradu škody – potopené dudy.

#### Středa 10. dubna

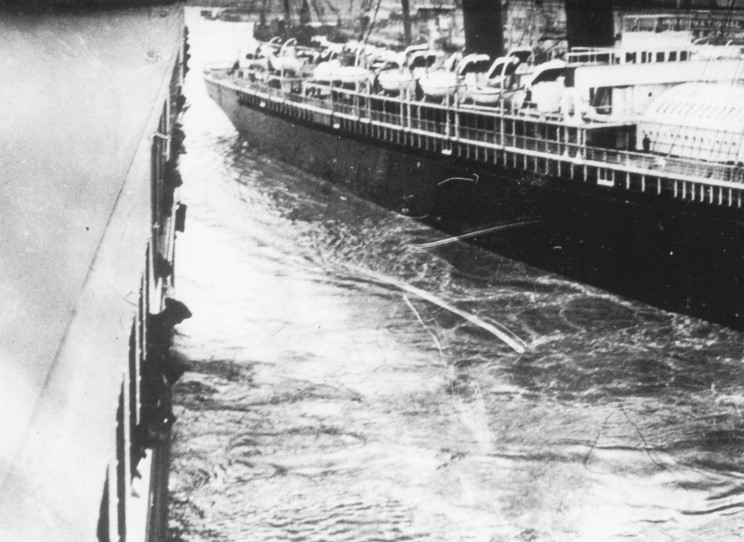
Titanic se těsně míjí s parníkem New York

Plavba Titanicu začínala 10. dubna 1912 ve 12:14 vyvedením lodě z přístavních vod v Southamptonu pod velením lodivoda George Bowyera. Titanic byl příliš velký a neohrabaný, aby mohl sám vymanévrovat z přístavu. Z tohoto důvodu mu zde, ale i v jiných přístavech, pomáhalo několik remorkérů. Zde došlo k prvnímu incidentu, který mohl předčasně plavbu ukončit. Nedaleko plavební trasy Titanicu byly ukotveny další dva parníky, New York a Oceanic. Při míjení New Yorku došlo vlivem proudění vody, hnané šrouby Titanicu, k sacímu efektu, který byl natolik silný, že se přetrhla kotvící lana New Yorku a jeho zadní část se začala nebezpečně přibližovat k Titanicu. Hrozící kolizi odvrátil kapitán E. J. Smith, který nechal zastavit stroje na Titanicu, a jeden z remorkérů, který obeplul New York a pomocí lana jej táhl zpět ke břehu. Obě lodě se nakonec minuly ve vzdálenosti desítek metrů. Kolizi s Titanicem bylo sice zabráněno, ale New York se následně opřel o bok Oceanicu, naštěstí bez větších škod.
Při plavbě přes Lamanšský průliv do Francie zjistil George Symons, člen hlídkové služby, že v pozorovacím koši, „vraním hnízdě,“ na předním stožáru chybí dalekohledy. Vyhledal a požádal 2. důstojníka Lightollera o zajištění dalekohledů, a ten tento požadavek dále předal 1. důstojníkovi Murdochovi. Prozatím byl George Symons obeznámen s tím, že věc se řeší. Při plavbě z Belfastu byl pozorovací koš ještě dalekohledy vybaven, ale když 2. důstojník Blair opouštěl v Southamptonu loď, tyto dalekohledy uložil v kajutě. Jeho nástupce, 2. důstojník Lightoller však o tomto nevěděl, a tak hlídky v pozorovacím koši zůstaly bez dalekohledů.
V podvečer doplul Titanic do francouzského Cherbourgu, kde byly doplněny další zásoby a naloděni další cestující. Po krátké zastávce se pak v 21:30 vydal k pobřeží Irska.

#### Čtvrtek 11. dubna
11. dubna 1912 měl Titanic poslední zastávku u evropského pobřeží, v irském přístavu Queenstown (dnes Cobh). V přístavu, kde je menší hloubka, se opět projevila velká sací síla lodních šroubů a bylo zvířeno velké množství písku. Tento jev znepokojil pasažéry a posádka musela vysvětlovat příčinu tohoto jevu. Později bylo zjištěno, že Titanic při plavbě v queenstownském přístavu dokonce táhl potopený vlečný člun asi 800 metrů. Stejně jako při předchozí zastávce v Cherbourgu, byly i zde doplněny zásoby, naloděno posledních 130 cestujících a 1 400 pytlů pošty.
Ve 12:30 vyplul západním směrem do Atlantiku, směr New York.

### Přes Atlantik
Ještě odpoledne 11. dubna plul Titanic poblíž pobřeží Irska a až k večeru, kdy na jihozápadě proplul kolem Fastnet Rocku, se definitivně dostal do vod Atlantského oceánu.

#### Pátek 12. dubna
Plavba probíhala bez komplikací, cestující 1. a 2. třídy si dopřávali komfortu poskytovaného lodní společností, komfortu, jejž si zaplatili. Ale i o cestující 3. třídy bylo velmi dobře postaráno. To, co cestující nevěděli a co bylo hlavně určeno pro kapitána a důstojníky Titanicu, byly zprávy o ledovém poli před nimi. Tyto zprávy přicházely rádiodepešemi, konkrétně z parníku Touraine. Informace o výskytu ledu byly zaznamenány na mapě, důstojníci se ale shodli, že neleží v plánované trase plavby. Od poledne 11. dubna do poledne 12. dubna urazil Titanic 386 mil (621 km).

#### Sobota 13. dubna
Plavba probíhala stejně poklidně jako předešlého dne. Od poledne 12. dubna do poledne 13. dubna urazil Titanic 519 mil (835 km).

#### Neděle 14. dubna

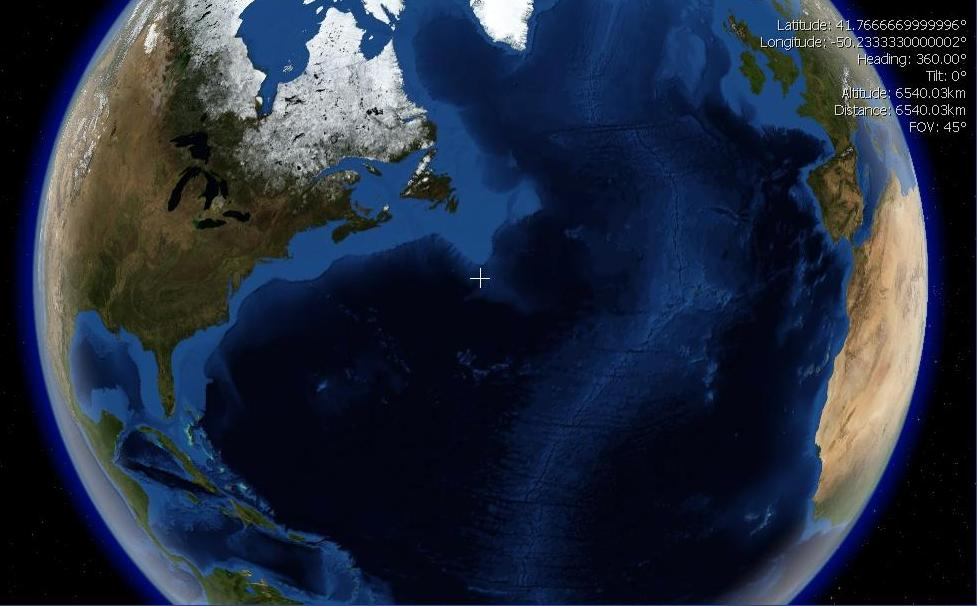
Oblast Atlantiku, kterou Titanic proplouval. Dobře jsou patrné šelfy, křížek označuje místo tragédie

Počasí bylo stále dobré, v dopoledních hodinách nechal sloužit kapitán E. J. Smith bohoslužbu v jídelně a poté byla jídelna opět připravena ke stolování. Podle zaznamenávaných rychlostních údajů se rychlost Titanicu stále zvyšovala a k poledni 14. dubna urazil dalších 546 mil (879 km). Generální ředitel J. Bruce Ismaye a kapitán E. J. Smith sice v prvních dnech po vyplutí předpokládali vyšší rychlost, přesto kapitán při zachování dobrého počasí předpokládal, že dosáhne rekordního času plavby do New Yorku. Ačkoliv se zapálení pod dalšími kotli, ke zvýšení rychlosti, plánovalo až na 15. nebo 16. dubna, bylo pod kotli zapáleno již 14. dubna a Titanic již plul rychlostí 21 uzlů (39 km/h).
Již v průběhu dopoledne přicházely další radiodepeše – „marconigramy“ se znepokojujícími informacemi o výskytu ledového pole. 9:00, zpráva lodi Caronia: ledové pole v oblasti 42° s. š., 49° z. d. až 42° s. š., 51° z. d., 11:40 potvrzuje parník Noordam předchozí zprávu, v 13:42 byla přijata zpráva parníku Baltic: Mírný, proměnlivý vítr, jasné a dobré počasí a předal zprávu řecké lodi Athenai: ledové pole v oblasti 41°51′ s. š., 49° z. d., v 13:45 zpráva německého parníku Amerika: setkání se dvěma velkými ledovci na pozici 41°27′ s. š., 50°8′ z. d. V tuto dobu plul Titanic rychlostí přibližně 22 uzlů (41 km/h) a blížil se k mělčinám v kurzu 242°, kde měl změnit kurz na 265°, New York. Asi 200 mil (320 km) severně od této trasy se nacházela ledová pole, na která upozornila loď Caronia. Tyto informace ukazovaly, že se ledová pole vyskytují neobvykle jižněji, než se očekávalo.

Poloha nahlášených ledovců před kolizí a polohy lodí v okolí po kolizi podle záznamů. • křížek – vrak Titanicu • tmavý bod – vysílání chybné polohy • trojúhelník – hlášené ledovce • žlutý bod – ostatní lodě

Velení Titanicu mělo dostatek informací o výskytu ledovců, ale se zprávami nebylo účelně nakládáno. Například zprávu z parníku Baltic, který taktéž patřil společnosti White Star Line, kapitán Smith potvrdil, ale ponechal si ji u sebe a po obědě ji předal J. B. Ismayovi, řediteli společnosti. Ten si ji sice přečetl, ale ponechal taktéž u sebe a odpoledne ji ukázal některým cestujícím. Poté na ni zapomněl. Zpráva se tak nedostala na kapitánský můstek k velícímu důstojníkovi. U zprávy z parníku Amerika není taktéž zcela zřejmé, byla-li doručena až na kapitánský můstek. Zpráva byla totiž zachycena na radiostanici, která byla určena pro „občanský provoz“, tedy na vlnách, které nebyly určeny pro námořní provoz.
Před večerním střídáním služeb, v 17:50 změnil Titanic kurz na 289°. V šest hodin večer proběhlo střídání důstojníků na můstku. Do služby nastoupil 2. důstojník Lightoller, důstojníci H. G. Lowe a H. J. Pitman, ke kormidlu nastoupil 2. kormidelník Robert Hitchens. V tuto dobu plul Titanic v kurzu 289° a kurz měl udržovat i nadále. Při střídání služeb nastoupili do pozorovacího koše na předním stožáru Jewell a Symons. 5. důstojník Lowe se po nástupu do služby stavil v mapovně, kde zahlédl lístek s poznámkou „led“ s udanými souřadnicemi. Provedl výpočet, ze kterého mu vyšlo, že k místu setkání s ledem dojde až po ukončení jeho služby a dále se o toto nezajímal. Kolem sedmé hodiny přišel na můstek 1. důstojník Murdoch a vystřídal Lightollera, který odešel na večeři. Murdoch si byl vědom toho, že se blíží k ledovému poli. Pro zlepšení pozorování požádal námořníka Samuela Hemminga, aby uzavřel všechny otvory, kterými na přední palubu pronikalo světlo. V 19:30 byla zachycena zpráva parníku Californian a parníku Antillian: tři velké ledovce na pozici 42°3′ s. š., 49°9′ z. d.

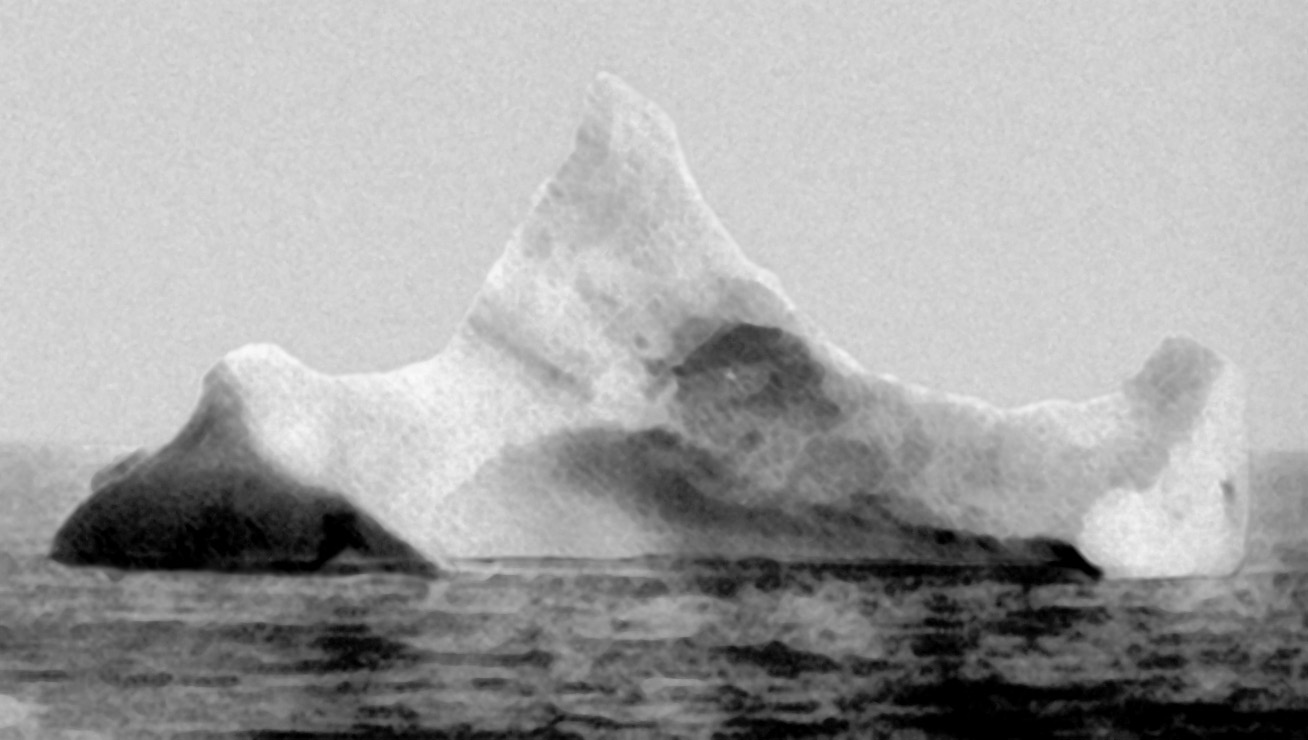
Ledovec poblíž ztroskotání Titanicu. U jeho paty byla nalezena červená barva – důkaz, že se nedávno otřel o nějakou loď

Kolem osmé hodiny večer proběhlo další střídání a na místa mladších důstojníků nastoupili Boxhall a Moody, byly vystřídány hlídky ve vraním hnízdě a taktéž kormidelník Robert Hitchens. Na můstku zůstal důstojník Lightoller, kterému končila služba až ve 22:00. Moody byl Lightollerem požádán, aby podle posledních údajů provedl přepočet vzájemné polohy lodě a oblasti ledovců. Podle výsledku mělo k setkání dojít až před jedenáctou hodinou. Kolem 21:00 hovořil kapitán Smith s 2. důstojníkem Lightollerem o vývoji počasí, snížení teploty nad oceánem a o pravděpodobném setkání s plovoucím ledem. Vzhledem k tomu, že nevál vítr, byla hladina oceánu klidná. V případě vln na hladině by se tyto tříštily o ledovec a vzniklá pěna by byla lépe pozorovatelná, stejně tak tmavý ledovec na ní. Ve 21:40 byla přijata další zpráva z parníku Mesaba o výskytu ledu led v oblasti 41°25′ s. š., 49°30′ z. d. až 42°25′ s. š., 49°30′ z. d., velké kusy ledu a značný počet velkých ledových hor, ledová pole.
V 22:15 se parník Californian dostal do ledového pole, ve 22:30 přišla zpráva z parníku Rappahannock: „Propluli jsme ledovým polem a mezi několika ledovými horami.“[zdroj⁠?!] Kolem 23:00 zpozoroval kapitán parníku Californian na obzoru světlo, jeho 3. důstojník se později domníval, že se jednalo o světla osobního parníku. V 23:30 se radista Cyril Evans na palubě parníku Californian snažil varovat Titanic před ledovými poli. Radista Titanicu jej však přerušil, protože zpráva nebyla předcházena kódem pro doručení na můstek. V čase 23:35 Evans ukončil vysílání a unavený šel spát. Není bez zajímavosti, že ten den fungoval telegraf jedině díky radistovi a jeho zdařilé opravě, přestože to nebylo v popisu jeho práce. Titanic pluje stále rychlostí kolem 21–22 uzlů (39–41 km/h) směrem k ledovému poli.

### Ledovec

Plavba Titanicu a poloha jeho vraku

Pár minut po varování od Californianu hlídka v předním vraním hnízdě (ve složení Reginald Robinson Lee a Frederick Fleet) zpozorovala mlžný opar vpředu, před přídí (známka nebo rovnou potvrzení blízkosti ledovce, význam výpovědi o oparu je ale nejasný – oba dostali po katastrofě doživotní pracovní místo a společnost WSL je velmi dobře instruovala o obsahu a způsobu výpovědi). Důstojník Murdoch, který měl hlídku na pravé straně můstku, zaznamenal ledovec asi ve vzdálenosti 700 m, ledovec chvíli pozoroval pro zjištění vzájemné polohy, pak běžel ke kormidlu, nařídil kormidelníkovi Hitchensovi „docela vpravo“ – což v lodní terminologii roku 1912 znamená záď doprava, příď doleva a na telegrafu signalizoval strojovně plné zastavení, což byl správný a učebnicový postup pro vyhnutí se kolizi (navíc bylo vyhnutí se směrem doleva díky orientaci listů šroubů o něco rychlejší). Fleet posléze rozeznal ledovou masu před nimi a v 23:39 třemi údery zvonce signalizoval „Předmět před lodí“. Zároveň pomocí telefonu předal 6. důstojníkovi J. P. Moodymu na můstek hlášení „Led přímo před námi“. Moody se na telefonu zeptal: „What did you see?“ = co jste viděli a odpověděl: „Thank you.“ („Děkuji.“) – tou dobou se už totiž loď asi 5 sekund stáčela a tak nebylo třeba spěchat (Moody viděl Hitchense). Vyšetřovací komisí byla poněkud zveličena otázka nepřítomnosti dalekohledů ve skříňce strážného koše[zdroj⁠?!] – byly zde nejpozději při plavebních zkouškách Titanicu 2. dubna[zdroj⁠?!] – pak se však z dnes neznámých důvodů ztratily. Dalekohled však především slouží (v noci) na moři ke krátkodobému ulevování očím (hlídka na vraním hnízdě čelila 40 km/h rychlému mrazivému větru bez brýlí).[zdroj⁠?!] Použití dalekohledu k detekci neosvětlených objektů není ideální (zrak je vhodnější[zdroj⁠?!]). Ledovec, který se ocitl v plavební dráze lodi, se údajně před několika málo hodinami ve vodě převrátil a stékající voda jej učinila tmavým, a pro hlídku neviditelným (toto tvrdil před vyšetřovací komisí důstojník Lightoller, kterého „zpracovala“ WSL tak, že celý život tvrdil, že se Titanic nerozlomil; všichni ostatní popisovali, že ledovec byl nádherně bílý.[zdroj?]). Frederic Fleet, který ho v neobyčejně jasné noci zpozoroval ze strážního koše jako první, ho rozeznal jen podle toho, že jeho silueta zakrývala hvězdy (důstojník Murdoch zpozoroval díky tomuto efektu ledovec před hlídkou na vraním hnízdě, nižší výška můstku totiž lépe kontrastovala oblohu s ledovcem).[zdroj⁠?!] Z následně provedených pokusů je známo, že Murdoch zahlédl ledovec na samé hranici zdravého lidského zraku a že práce pětice Murdoch, Fleet, Lee, Hitchens a Moody byla naprosto profesionální (k pokusům byla použita i sesterská loď Olympic).[zdroj⁠?!]

#### Srážka

Vyhýbací manévr a srážka s ledovcem

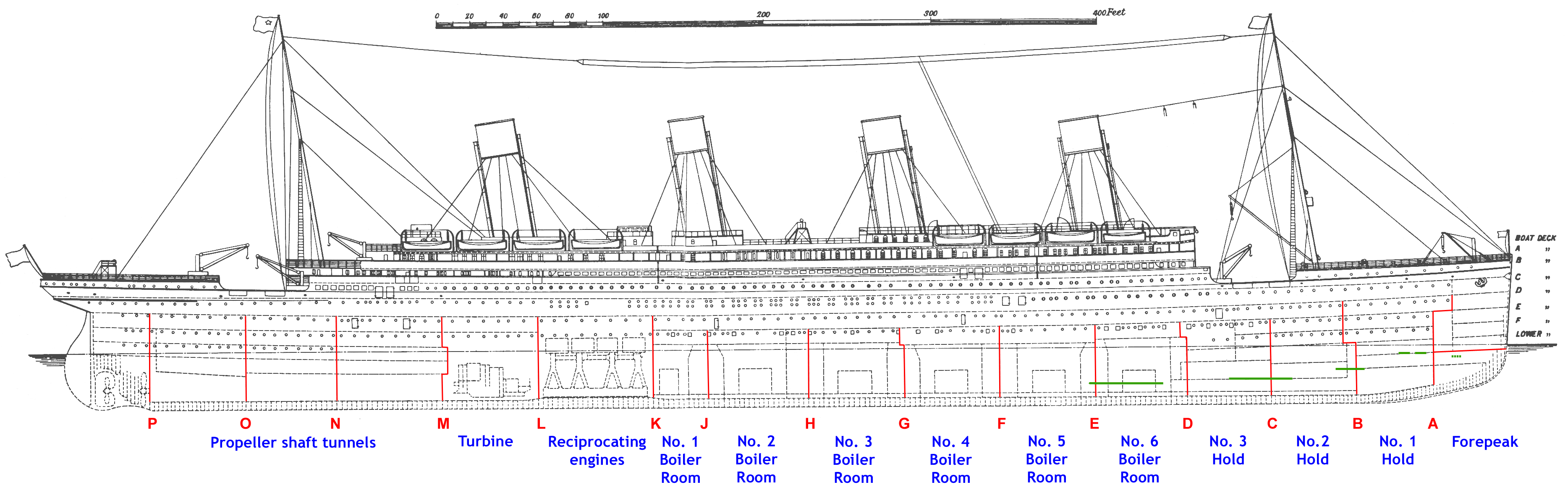
Boční nákres lodi s popisem jednotlivých částí podpalubí (anglicky), včetně vodotěsných přepážek (červeně) a ledovcem způsobených trhlin (zeleně)

Od hlášení z vraního hnízda do kolize s ledovcem uplynulo 37 sekund. Od prvního zahlédnutí Murdochem asi 60 sekund.
Titanic měl velkou hmotnost, obrovskou rychlost a tedy i velkou setrvačnost, malé, ale na tehdejší dobu dostatečné kormidlo, ledovec byl zpozorován pozdě. Murdoch vydal povely zcela logické – vydal je tak, aby zabránil čelní srážce s neznámým předmětem. Skutečnost, že výsledné roztržení boku lodi bylo pro Titanic daleko více devastující než čelní náraz, je otázkou rychlosti lodi (určuje kapitán Smith) i konstrukce lodi a nikoliv povelů důstojníka. Právě Murdoch byl nejčastěji obviňován z celé katastrofy, ovšem neprávem. Jeho reakce vyhnutí se překážce byla přímo učebnicová – nemohl za nedostatek času na takový manévr. Za to je zodpovědný kapitán (určuje rychlost) porušením tři desetiletí platného zákazu používat navigační světla (od britské admirality). To mělo za následek, že se Titanic velmi pomalu začal odklánět od svého původního kurzu, přídí doleva. Změna kurzu nestačila k tomu, aby se Titanic ledovci vyhnul. Titanic narazil do ledovce pravým bokem hned za přídí. Ihned poté Murdoch zazvonil varovný signál a uzavřel vodotěsné přepážky (šlo je přelézt žebříky). I když posádka a cestující nepocítili přímý náraz, ale pouze chvění lodi v průběhu 10 sekund, vznikla série trhlin pod čarou ponoru, ale nad úrovní dvojitého dna, v délce 90 metrů, která zasahovala až do vodotěsné komory č. 6, zásobníku uhlí pro pátou kotelnu. Trhliny se táhly přibližně ve výšce 3 metrů nad kýlem.
I když na horních palubách nevypadal náraz nijak dramaticky, v podpalubí tomu bylo jinak. Na palubě D, která sloužila jako ubytovací prostory topičů, byl náraz cítit velmi silně. Topič John Thompson později uvedl, že nárazem někteří vypadli z lůžek. Hlavní topič William Small všem přikázal „dolů“ (do kotelny), ale toto již nebylo možné, protože prostory pod průlezy již zaplavovala voda.
Ihned po nárazu přišel kapitán Smith na můstek, aby zjistil, co se stalo. Ještě předtím uzavřel 1. důstojník vodotěsné dveře v přepážkách jednotlivých komor. Komory však byly vodotěsné pouze mezi sebou, ale shora, směrem k palubám, tomu tak nebylo. Plnící se přední komory zatěžovaly trup lodi tak, že ten začal klesat přídí pod hladinu a voda se postupně začala přelévat do dalších komor přes horní hranu.

#### Pondělí 15. dubna
Prohlídka poškozené přídě přinesla zjištění, že Titanic nelze udržet na hladině ani při odčerpávání vody balastními čerpadly. Šéfkonstruktér Andrews odhadoval, že se loď udrží na hladině přibližně jednu až jednu a půl hodiny a že čerpadla mohou přidat jen pár minut před potopením. Výkon čerpadel sice dovoloval přečerpání 1 700 tun vody za hodinu, ale v průběhu 10 minut po nárazu dosahovala úroveň zatopení přídě až 14 metrů v 5 předních oddílech a hladina rychle stoupala. Toto množství vody již nemohla čerpadla pojmout.

##### Záchranné čluny
Kolem půlnoci, cca 20 minut po srážce již pronikla voda do obytných prostor 3. třídy. Kapitán s Andrewsem se shodli na tom, že by mohla vzniknout panika, protože počet míst v záchranných člunech nebyl dostačující. Všichni cestující i posádka dostali záchranné vesty. Vzhledem k chladnému počasí a ledové vodě severního Atlantiku mohli cestující přežít pouze 5–10 minut, odolnější jedinci i 20 minut.

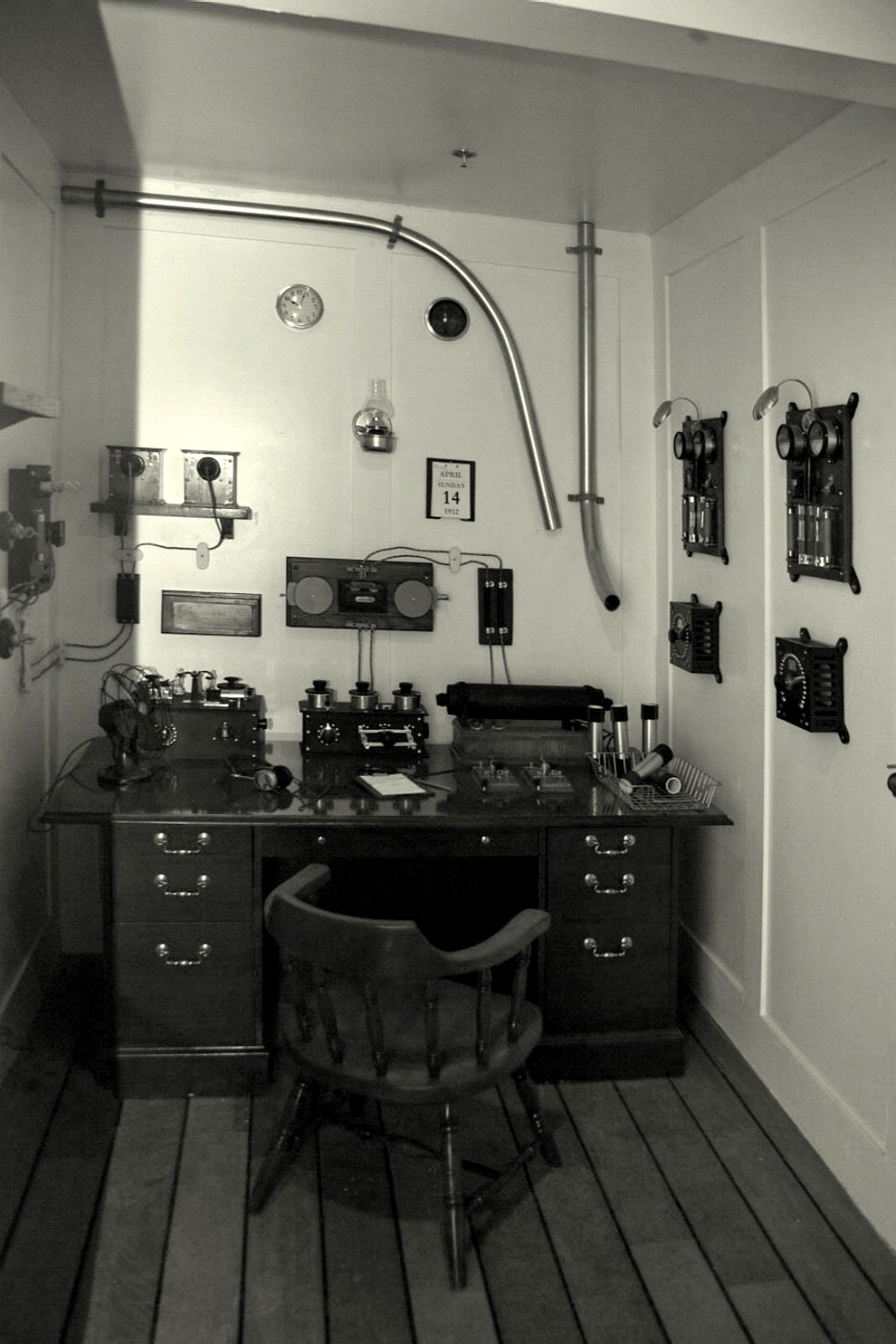
Pracoviště radistů na Titanicu

Pět minut po půlnoci vydává kapitán rozkaz k přípravě záchranných člunů, v 00:10 bylo provedeno vyklonění člunů a v 00:25 rozkaz k opuštění lodi, podle lodních zvyklostí „ženy a děti první“. V 00:30 se první čluny začaly plnit dětmi a ženami, v 00:45 dosedl na hladinu první záchranný člun číslo 7 na pravoboku, kde řídili nástup důstojníci Lowe a Pitman, s kapacitou 65 osob, avšak naplněný pouze 28 cestujícími. Na levoboku nastupování do člunů řídil 2. důstojník C. H. Lightoller, který podle rozkazu ženy a děti první raději spustil člun neúplně obsazený, než aby dovolil nastoupit mužům, i v případě, že další ženy ani děti právě nečekaly na nastoupení. Záchranný člun č. 6 a 5 na levoboku byly spuštěny o deset minut později. Člun č. 1 na pravoboku byl pátým spuštěným, pouze s 12 cestujícími. Naopak, člun č. 11 byl přeplněn 70 cestujícími. Skládací člun D byl posledním spuštěným člunem. Spouštění člunů se na Titanicu neobešlo bez potíží: nebylo posádkou nacvičeno a ani cestující, pod vlivem stále svítících světel na palubě, nechtěli nastupovat do člunů a ponořit se do tmy nad oceánem a taktéž se některé manželské páry nechtěly rozdělit. Nastupování ztěžovala i nevhodná organizace záchranných prací, i když stevardi John Edward Hart a William Denton Cox úspěšně vedli skupiny cestujících z třetí třídy do záchranných člunů. Z různých důvodů se nepodařilo spustit skládací čluny A a B. Z Titanicu se ve člunech zachránilo 706 cestujících a členů posádky. Poslední dva záchranné čluny již nebyly použitelné, skládací člun B byl dnem vzhůru, další částečně zaplaveny poté, co bylo plátno bočnic protrženo pádem ze střechy kajut důstojníků.

##### Radisté
Mezitím, v 00:15, začali radisté Jack Phillips a Harold Bride vysílat mezinárodní nouzový signál „CQD“, který postupně zachytilo několik lodí jako Mount Temple společnosti Canadian Pacific, Frankfurt společnosti Norddeutscher Lloyd, Virginian společnosti Allan Line, sesterská loď Olympic, ruský parník Birma i japonská loď Ypiranga. Vedle tradičních znaků CQD vysílal Jack Phillips i nový signál „SOS“ – na upozornění druhého radisty, že tento signál byl již dříve u White Star Line použit v roce 1909 při ztroskotání lodě SS Florida. Jako první toto volání zachytil radista Cottam na parníku Carpathia v témže čase, kdy bylo odvysíláno. Ihned informoval kapitána Arthura Rostrona o nouzovém vysílání a ten okamžitě nařídil změnu kurzu. Carpathia byla nejbližší lodí, která mohla přispěchat na pomoc. Vzdálenost 58 mil (93 km) nemohla však překonat dříve než za 4 hodiny. V 00:26 vysílali radisté opravenou polohu Titanicu a žádali o pomoc parník Frankfurt. Sdělili mu, že se Titanic potápí. Lodě v dosahu odpověděly, že připlují na pomoc, ale žádná nebyla tak blízko, aby dosáhla Titanicu dříve, než se potopil. Jediným suchozemským místem, které zachytilo nouzové volání z Titanicu, byla radiová stanice Cape Race na Newfoundlandu. Ačkoliv na některých lodích pochopili závažnost situace okamžitě, na jiných ještě v 01:30, tedy 90 minut po prvním vysílání CQD, neměli o situaci reálný obraz. Z Olympicu, sesterské lodi, se tázali, pluje-li Titanic jižním směrem a z parníku Frankfurt stále žádali o více informací.
V 02:05 kapitán Smith osobně navštívil radisty, aby jim oznámil, že již udělali vše, co mohli, a nařídil jim opustit kabinu a pokusit se o záchranu. Totéž zopakoval svým důstojníkům a všem členům posádky, které potkal. V ten moment zbývalo Titanicu do potopení už jen 15 minut. Je třeba zdůraznit, že v té době byly šance na záchranu jen velmi malé (přestože jeden z radistů se šťastnou náhodou zachránil) – své hrdiny si tak dodnes připomíná jak britská, tak americká pošta (poštovní zaměstnanci neopustili svou povinnost pečovat o zásilky do úplného konce) a britští námořníci – strojníci dodnes nosí svá hodnostní označení na královském purpuru na počest svých kolegů z Titanicu, kteří neopustili svá místa a do posledního okamžiku zajišťovali hroutící se elektrickou síť – a všichni při plnění svých povinností na lodi zahynuli. Díky těmto lidem je dodnes Titanic považován nejen za katastrofu, ale především za symbol síly lidského ducha a „britské“ morálky.

#### Potopení

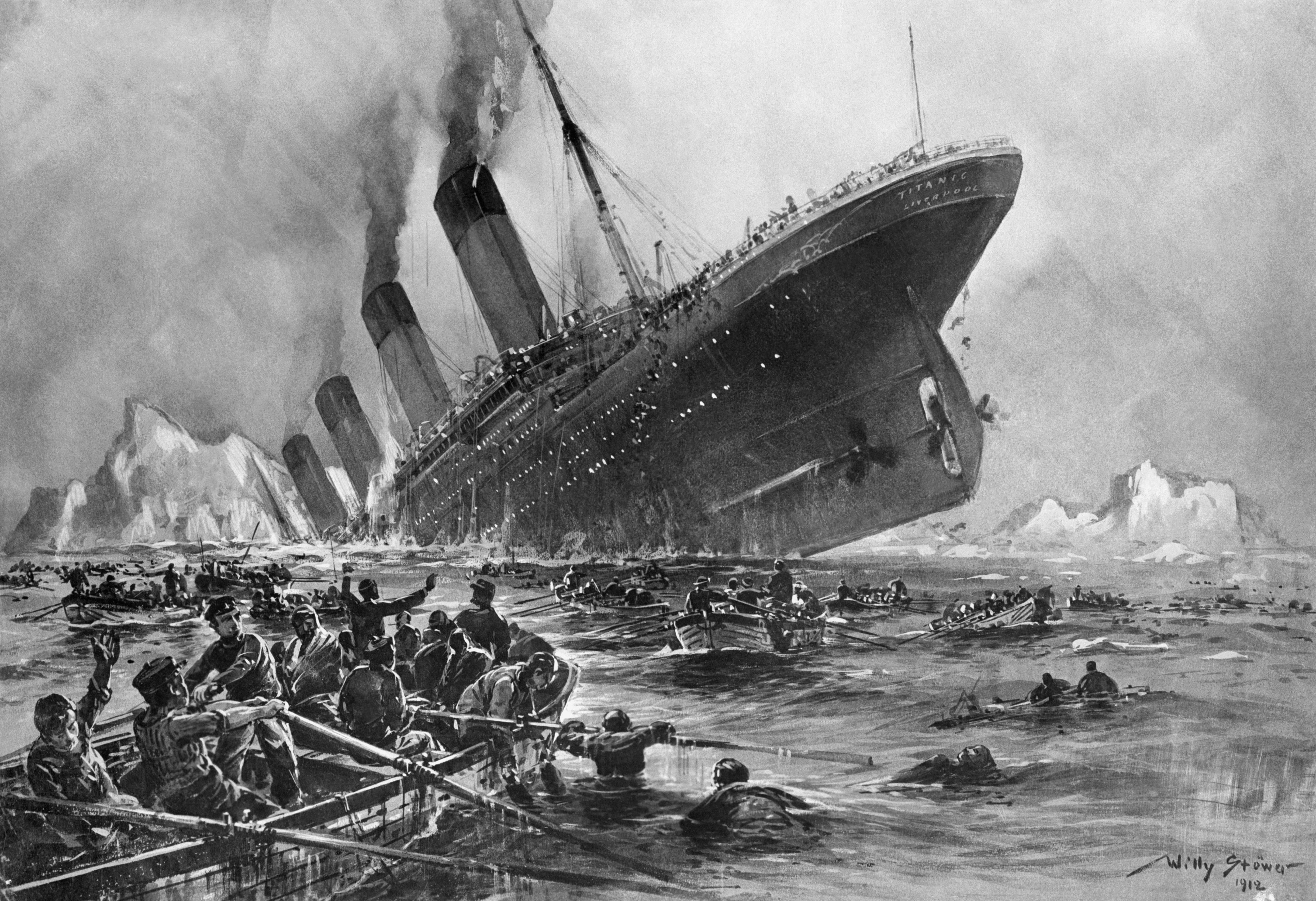
Potápějící se Titanic (pozdější kresba očitého svědka Willyho Stöwera)

Typ možného poškození po nárazu do ledovce, který Titanic utrpěl ve 23:40 hodin 14. dubna 1912

Přibližně 130 minut po nárazu se začala voda přelévat ze šesté do sedmé komory. Kolem 02:10 se začala zvedat z vody záď a začaly se vynořovat lodní šrouby. V 02:17 dosáhla hladina lodní paluby a krátce poté se zhroutil přední komín, když popraskala jeho kotvící lana. Komín pádem rozdrtil několik lidí na palubě i ve vodě. Na palubě se lidé snažili dostat na záď Titanicu nebo skákali přes palubu v naději, že se ještě dostanou do některého záchranného člunu na hladině. Se zvyšujícím se náklonem začaly padat nezajištěné předměty na palubě i ve vnitřku lodi. S dalším zaplavováním podpalubí došlo k zaplavení posledních kotelen a tím byly vyřazeny i generátory pro výrobu elektrické energie – Titanic se ponořil do tmy. Krátce poté se trup Titanicu rozlomil za polovinou délky trupu. Přední část šla okamžitě pod hladinu. Zadní část se po odlehčení na chvíli narovnala, ale jak se roztrženým trupem drala voda dovnitř, po chvíli se začala potápět a ve svislé poloze se ponořila. 15. dubna 1912 ve 02:20 zmizel Titanic pod hladinou.
Po potopení Titanicu se pouze dva z 20 člunů vrátily na místo potopení a hledaly přeživší. Záchranný člun číslo 4 byl poměrně blízko a vyzvedl pět lidí; dva z nich později zemřeli. Asi o hodinu později se vrátil ještě záchranný člun číslo 14 a zachránil čtyři osoby, z nichž jeden později zemřel. Někteří lidé skočili z paluby a pak se snažili dostat do člunů. Některým se to povedlo, někteří byli odmítáni v obavě, že by mohlo dojít k přeplnění člunu a jeho převrácení. Posádky člunů se snažily odplout co nejdále od místa potopení z obavy ze sacího efektu; jak se později ukázalo, tento efekt byl velmi malý.

#### Neznámá loď
Poblíž Titanicu byla spatřena loď, asi ve vzdálenosti 5 mil (8,0 km), která stála přes noc v ledovém poli. Tato loď představuje dodnes záhadu. Z paluby Titanicu bylo vidět loď, kterou nemohli identifikovat. Mohlo se jednat o parník Californian, ale i o norskou loď Samson. Tato loď nereagovala na rádiové vysílání a tak se 4. proviantní důstojník, Joseph Grove Boxhall, pokusil o přímé spojení Morseovou lampou. Jelikož loď nereagovala, začal vystřelovat světlice, které mezitím přinesl kormidelník George Rowe, a Rowe pokračoval v signalizování Morseovou lampou.

## Záchrana

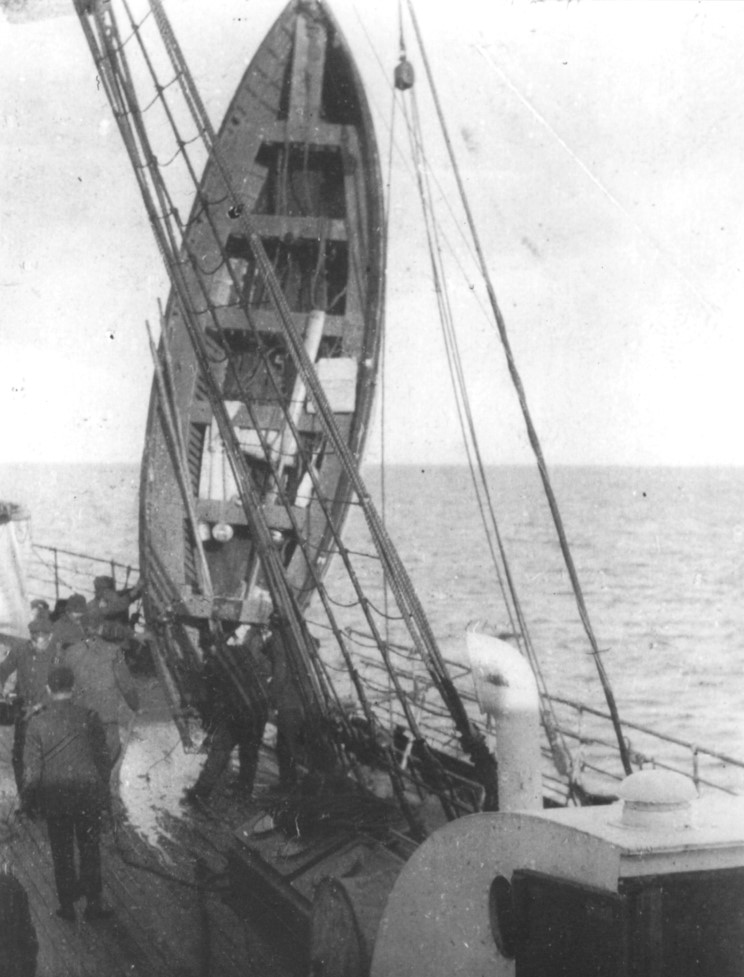
Vytahování člunu č. 12 na palubu Carpathie

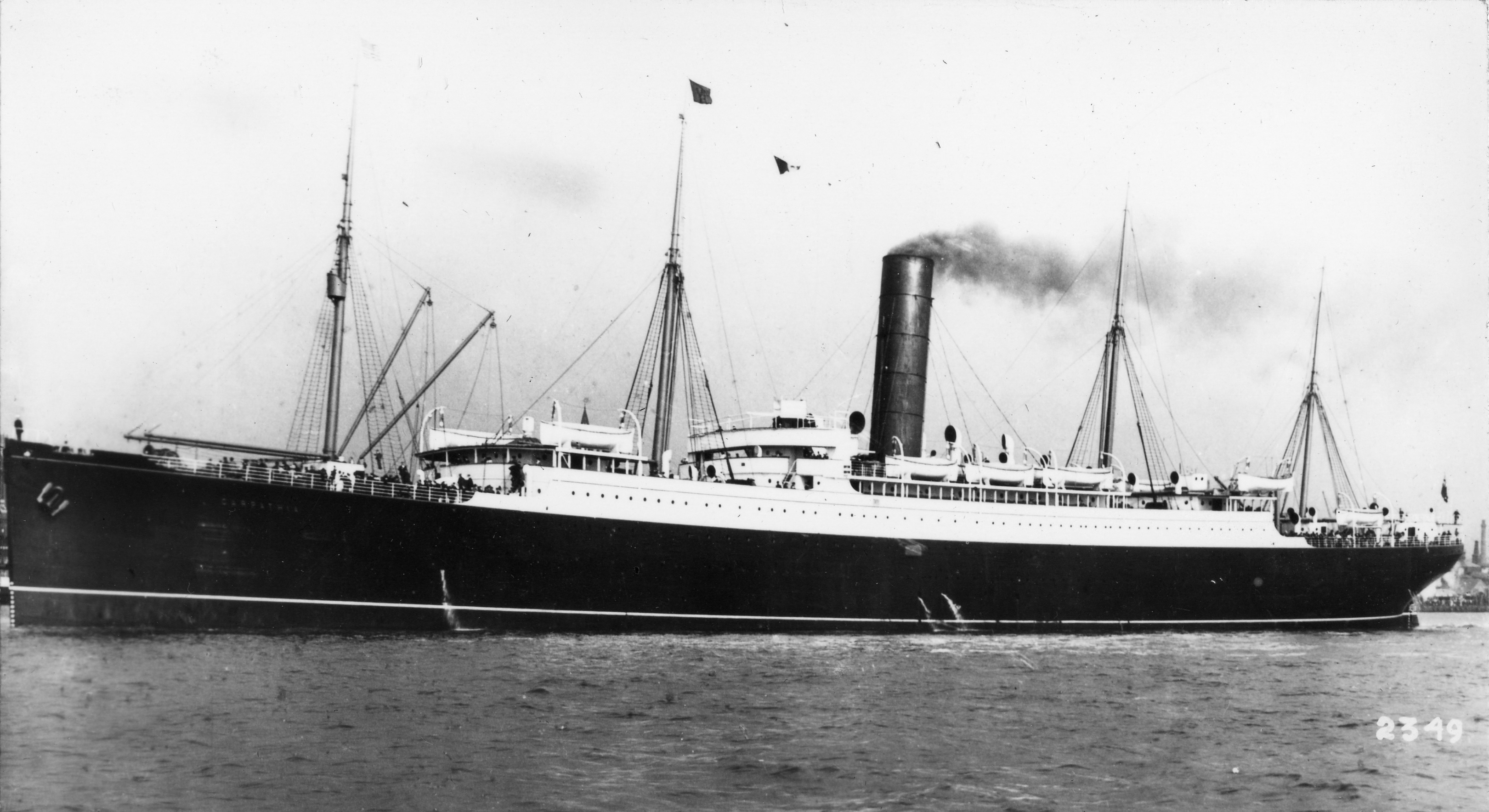
Carpathia

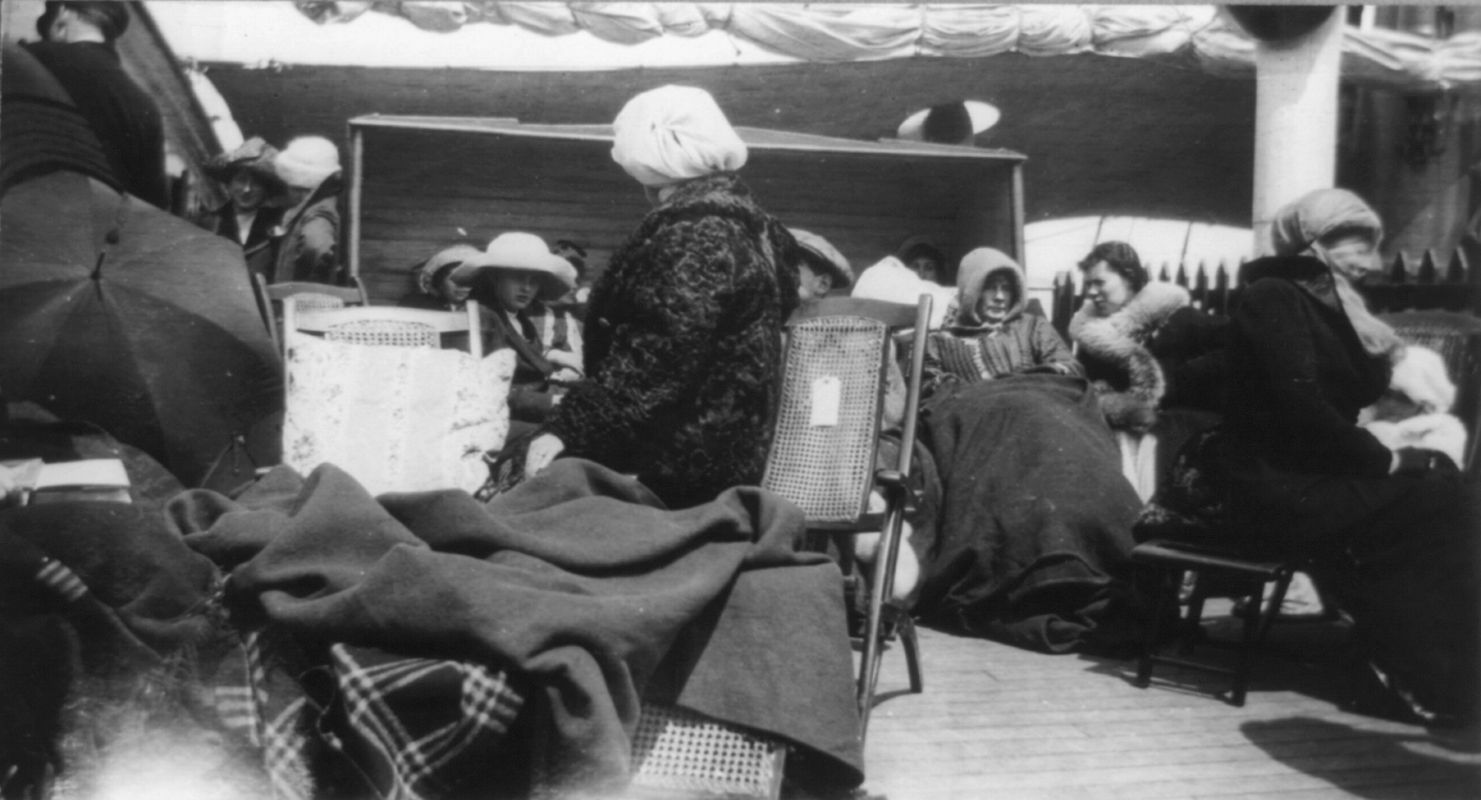
Přeživší na palubě Carpathie

Nejblíže reagující lodí byla Carpathia kapitána Arthura A. Rostona, patřící rejdařství Cunard, o výtlaku 8 600 tun, která plula z New Yorku směrem ke Gibraltarskému průlivu. Stejně jako na Titanicu, i zde radisté přijali zprávy o výskytu ledovců. Radista Cottam se již chystal vypnout radiostanici, když zaslechl první volání Titanicu o pomoc – CQD a souřadnice 41°46′ s. š., 50°14′ z. d. Zpráva byla neprodleně doručena až ke kapitánovi. Carpathia byla vzdálena 58 mil (93 km) od Titanicu. Kapitán okamžitě nařídil kurz 308° a rozestavil hlídky pro sledování hladiny a hlášení pozorovaných ledovců. Byl si dobře vědom toho, co čeká cestující v ledové vodě, a udělal vše pro to, aby k nim dorazil co nejdříve, za což si vysloužil jak pochvalu, tak i kritiku za podstoupení přílišného rizika, neboť s lodí, jejíž maximální rychlost měla být 14 uzlů (26 km/h), prokličkoval ledovým polem a mezi krami rychlostí o více než 3 uzly vyšší. Poslední rádiová depeše byla na Carpathii zachycena v 01:45.
Rychlostí 17,5 uzlů (32,4 km/h) proplula Carpathia k místu ztroskotání. Ve 03:45 byla Carpathia téměř na místě, před čtvrtou hodinou ranní nechal kapitán zastavit stroje. Po čtvrté hodině ranní byla z Carpathie spatřena signální raketa z jednoho ze záchranných člunů Titanicu, přibližně 400 metrů daleko. Za necelých deset minut, ve 04:10, začali námořníci vyzvedávat první trosečníky.
První vyzvednutý člun a zachránění byli ze člunu č. 2, jemuž velel 4. důstojník Titanicu Boxhall. Potom následovalo vyzvednutí dalších člunů. Situaci komplikovaly vlny a ledovce plující po hladině, kterým se musely čluny i Carpathia vyhýbat. Posledním člunem byl člun č. 12 pod velením 2. důstojníka Lightollera z Titanicu. Člun byl přetížen, nemohl dobře manévrovat ve vlnách, a hrozilo, že se převrhne několik stovek metrů od Carpathie. Kapitán Rostron proto otočil Carpathii přídí směrem ke člunu a tak zkrátil vzdálenost na „pouhých“ 100 metrů. Ani tak ale trosečníci neměli záchranu jistou, během přibližování se několik vln přelilo přes příď člunu a museli obeplout příď Carpathie na závětrnou stranu, kde byla hladina klidnější. V 08:30 byli zachráněni poslední ztroskotanci. V 08:50 se Carpathia vydala směrem k New Yorku, původnímu cíli plavby Titanicu.

### Oběti a zachránění
Z celkového počtu přesahujícího 2 200 osob na palubě zahynulo následkem potopení Titanicu kolem 1 505 osob, což přibližně představuje ⅔. Hlavním důvodem lidských ztrát bylo podchlazení ve studené vodě o teplotě −2 °C severního Atlantiku v blízkosti ledovců, kdy k úmrtí na podchlazení dochází během 15 minut. Mezi oběťmi byli kapitán lodi, vrchní důstojník, první a šestý důstojník. Dále šéfkonstruktér lodi se svými 8 spolupracovníky z loděnice, vrchní strojmistr se všemi strojníky a další členové posádky. Zemřela většina z 57 milionářů cestujících první třídou, včetně multimilionářů Johna Jacoba Astora, Benjamina Guggenheima, Idy a Isidora Strausových a stovky dalších cestujících. V chladných vodách zahynulo i všech 5 poštovních úředníků; W. L. Gwynn, J. S. March, J. R. J. Smith, J. B. Williamson a O. S. Woody, celý lodní orchestr; T. R. Brailey, R. M. Bricoux, J. F. P. Clarke, W. H. Hartley, J. L. Hume, G. A. Krins, P. C. Taylor, J. W. Woodward i J. G. Phillips, jeden z telegrafistů, kteří do poslední chvíle rádiem žádali o pomoc.
Poslední přeživší z Titanicu, která měla na událost vzpomínky, byla tehdy sedmiletá holčička Eva Hartová, která zemřela ve věku 91 let v Londýně dne 16. února 1996 (rok před tím, než byl uveden do kin oscarový film založený na vzpomínání poslední přeživší, které tehdy mělo být 17 let). Bylo ještě sedm dětí mladších než Hartová, ty si ale na událost vědomě nepamatovaly: Edith Brown Haismanová, Barbara Westová a Millvina Deanová (Anglie); Michael Navratil, Louise Larocheová (Francie), Eleanor Shumanová, Winnifred Tongerloo a Lillian Asplundová ze Spojených států. Nejmladší a současně poslední přeživší cestující Titanicu, Millvina Deanová, se narodila 2. února 1912 a v době plavby jí byly 2 měsíce. Zemřela 31. května 2009.
| Osob na palubě Titanicu / () | Osob na palubě Titanicu / () | Celkem                                        | Celkem                                        | Zachránění                                    | Zachránění                                    | Oběti                                         | Oběti                                         |
| ---------------------------- | ---------------------------- | --------------------------------------------- | --------------------------------------------- | --------------------------------------------- | --------------------------------------------- | --------------------------------------------- | --------------------------------------------- |
| I. třída                     | děti                         | 325 / 322 / 329                               | 6 / 5 / *                                     | 203 / 202 / 199                               | 6 / 5 / *                                     | 122 / 120 / 130                               | 0 / 0 / *                                     |
| I. třída                     | ženy                         | 325 / 322 / 329                               | 144 / 144 / 156 *                             | 203 / 202 / 199                               | 140 / 139 / 199 *                             | 122 / 120 / 130                               | 4 / 5 / 11 *                                  |
| I. třída                     | muži                         | 325 / 322 / 329                               | 175 / 173 / 173                               | 203 / 202 / 199                               | 57 / 58 / 54                                  | 122 / 120 / 130                               | 118 / 115 / 119                               |
| II. třída                    | děti                         | 285 / 277 / 285                               | 24 / 24 / *                                   | 118 / 115 / 119                               | 24 / 24 / *                                   | 167 / 162 / 166                               | 0 / 0 / *                                     |
| II. třída                    | ženy                         | 285 / 277 / 285                               | 93 / 93 / 119 *                               | 118 / 115 / 119                               | 80 / 78 / 104 *                               | 167 / 162 / 166                               | 13 / 15 / 24 *                                |
| II. třída                    | muži                         | 285 / 277 / 285                               | 168 / 160 / 157                               | 118 / 115 / 119                               | 14 / 13 / 15                                  | 167 / 162 / 166                               | 154 / 147 / 142                               |
| III. třída                   | děti                         | 706 / 709 / 710                               | 79 / 76 / –                                   | 178 / 176 / 174                               | 27 / 23 / *                                   | 528 / 533 / 536                               | 52 / 53 / –                                   |
| III. třída                   | ženy                         | 706 / 709 / 710                               | 165 / 179 / –                                 | 178 / 176 / 174                               | 76 / 98 / 105 *                               | 528 / 533 / 536                               | 89 / 81 / –                                   |
| III. třída                   | muži                         | 706 / 709 / 710                               | 462 / 454 / –                                 | 178 / 176 / 174                               | 75 / 55 / 69                                  | 528 / 533 / 536                               | 387 / 399 / –                                 |
| posádka                      | ženy                         | 885 / 898 / 899                               | 23 / 23 / 23                                  | 212 / 210 / 214                               | 20 / 21 / 20                                  | 673 / 688 / 685                               | 3 / 2 / 3                                     |
| posádka                      | muži                         | 885 / 898 / 899                               | 862 / 875 / 876                               | 212 / 210 / 214                               | 192 / 189 / 194                               | 673 / 688 / 685                               | 670 / 686 / 682                               |
| Celkem                       | Celkem                       | 2 201 / 2 206 / 2 223                         | 2 201 / 2 206 / 2 223                         | 711 / 703 / 706                               | 711 / 703 / 706                               | 1 490 / 1 503 / 1 517                         | 1 490 / 1 503 / 1 517                         |
| vysvětlivky:                 | vysvětlivky:                 | * = děti a ženy dohromady – = údaj nedostupný | * = děti a ženy dohromady – = údaj nedostupný | * = děti a ženy dohromady – = údaj nedostupný | * = děti a ženy dohromady – = údaj nedostupný | * = děti a ženy dohromady – = údaj nedostupný | * = děti a ženy dohromady – = údaj nedostupný |

### Údajní čeští přeživší
Řadu let po katastrofě se objevilo několik svědectví Čechů, kteří se měli údajně plavit na Titanicu a přežít jeho potopení. Všechny tyto vzpomínky obsahují mnoho polopravd, nepřesností nebo vyložených lží, kvůli nimž je jejich věrohodnost velmi diskutabilní.
V roce 1964 uveřejnil československý časopis Svět v obrazech vzpomínky Stanislava Englerta, který údajně pracoval na Titanicu jako číšník, a za dramatických okolností přežil jeho potopení. Englert přitom oficiálně nebyl členem posádky ani pasažérem Titanicu a jeho jméno nefiguruje ani mezi zachráněnými.
Už v úvodu tvrdil, že Titanic závodil hned při první plavbě o Modrou stuhu, což prokazatelně není pravda. Kapitán Smith a Bruce Ismay se snažili dosáhnout rychlého času, hodlali však překonat především čas sesterského Olympicu při jeho první plavbě. Rekordu Mauretanie nemohli s nevyzkoušenou lodí během první plavby dosáhnout.
Podle jeho slov došlo ke katastrofě patnáct minut před půlnocí 14. dubna, kdy se loď prudce otřásla tak, že popadaly skleničky. „Na moment nastala panika, ale tu přišli námořní důstojníci a vysvětlili, že jde jen o malou srážku s ledovcem a zábava nerušeně pokračovala,“ líčil. Tento průběh události nepotvrzuje žádné další svědectví, o srážce bezprostředně věděla pouze posádka konající službu a samotný otřes cítili pouze lidé v blízkosti zasaženého místa. Englertova verze s roztančeným parketem, který nikdo jiný ve vzpomínkách neuváděl, odpovídá smyšlené scéně z německého filmu o Titanicu, který se v Československu promítal v době německé okupace.
Krátce po srážce si Englerta a další dva české stevardy (kteří opět oficiálně na palubě nebyli) zavolal jeden z důstojníků a sdělil jim: „Potopíme se. Kapitán odhaduje, že zůstaneme nad hladinou sotva déle než dvě a půl hodiny. Pumpy nestačí odčerpávat vodu, která se valí proraženou přídí. Máme prý dost času, abychom se všichni mohli přepravit na nedalekou loď Californii, ale já vám, hoši, radím, abyste se snažili zachránit vlastními silami.“
Také toto líčení obsahuje několik rozporů. Čas do potopení odhadl lodní konstruktér Thomas Andrews bezprostředně po srážce pouze na půl druhé hodiny. S lodí Californian (nikoliv California) neměl Titanic žádné spojení, neboť její radista spal, posádka ani nevěděla, že se Californian nachází poblíž.
Englert dále tvrdil, že většinu lodního orchestru tvořili Češi, kteří jako poslední píseň před potopením hráli českobratrskou píseň „Blíž k tobě, Bože blíž“. Toto prokazatelně není pravda, orchestr tvořili Britové a jeden Francouz a také jejich repertoár byl odlišný. Englert posléze obvinil Bruce Ismaye z toho, že jako jeden z prvních nasedl do záchranného člunu (Ismay ve skutečnosti nastoupil až do předposledního člunu) a popisoval, že cestující třetí třídy byli po srážce zavřeni v podpalubí. Rovněž jeho tvrzení o zelených světlicích vystřelovaných posádkou se nezakládají na skutečnosti, z Titanicu se odpalovaly bílé světlice.
Vlastní záchranu popisoval Englert tak, že společně s osmi dalšími přáteli a malou holčičkou, kterou na palubě zachránili, skočili z paluby do vody svázaní dohromady proužky plátna a plavali od lodi pryč. Zachránila je připluvší loď Carpathia, která je napolo zmrzlé vylovila z moře. Tento průběh je velmi nepravděpodobný, protože za popsaných okolností by museli trosečníci strávit v ledové vodě přes dvě hodiny, což by nemohli přežít. Podobně popisoval svou záchranu lodní pekař Charles Joughin, který podle svých slov vydržel ve vodě téměř osmdesát minut. Joughin se v průběhu potápění lodi opil, zajímavá je proto podobnost s Englertovým líčením, jak viděl lodního šéfkuchaře, údajně Čecha jménem Klička, opilého tančit na palubě.
Posádka Carpathie také z moře nevylovila žádné lidi, třebaže se přeživší ve vodě hledat pokusila. Všichni zachránění seděli v záchranných člunech. Všechny výše zmíněné skutečnosti sice nevylučují, že Stanislav Englert na Titanicu skutečně byl, dokazují však, že zachránit se musel jiným způsobem, než jaký popsal.
Podobné svědectví podal krátce před svou smrtí v roce 1985 i Josef Kielbasa, který se údajně dostal na Titanic načerno jako pomocná síla v kuchyni.  Také jeho vyprávění obsahuje spoustu faktických nesrovnalostí a nepravd, ať už se jedná o zkomolené jméno staršího radisty (Philip Albert namísto John Phillips), který měl být jeho přítelem,  nebo jeho tvrzení, že se zachránil na člunu, který byl vyhrazen kapitánovi a nejbližším důstojníkům. Kielbasa stejně jako Englert opakoval lež o českých členech lodního orchestru a písni „Blíž k tobě, Bože, blíž“.
Na Titanicu se údajně načerno plavil i další Čech Viktor Hlavsa, který sice vlastnil platný lístek, na loď se ale nemohl dostat, protože byla plně obsazená. Také toto tvrzení není pravdivé, neboť Titanic měl při první plavbě své kapacity naplněny z 45 %.

## Vyšetřování

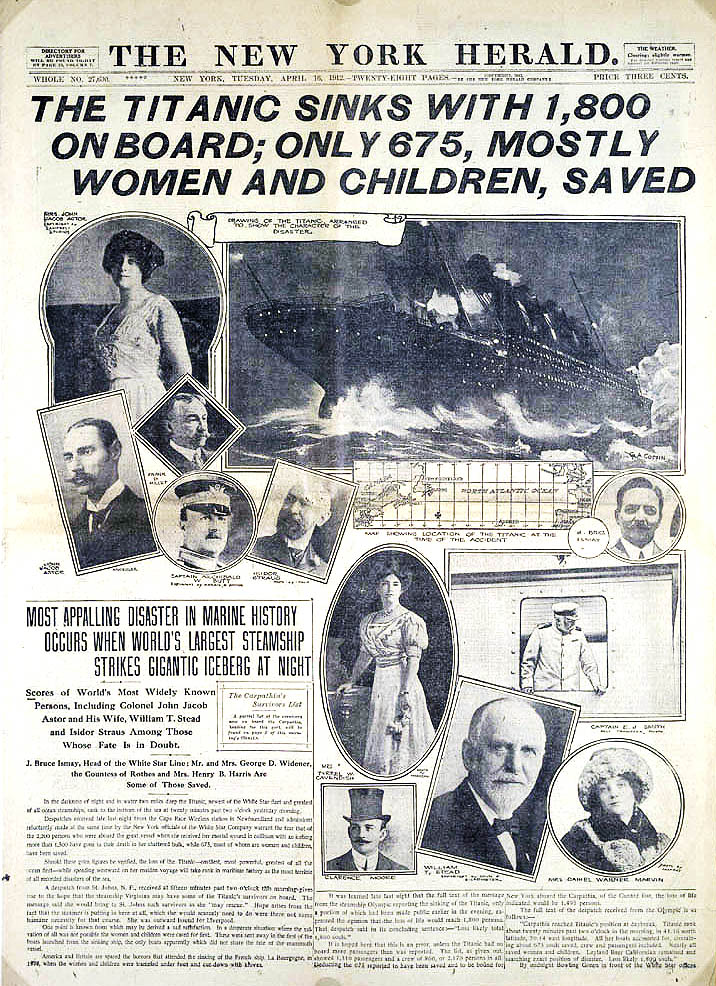
Noviny The New York Herald přinášejí zprávu o katastrofě Titanicu

Ještě před tím, než Carpathia se zachráněnými doplula do New Yorku, bylo vzhledem k rozsahu katastrofy rozhodnuto o vyšetření celé události. Senát Spojených států amerických zahájil vyšetřování následující den, poté, co 19. dubna 1912 Carpathia připlula. Vyšetřování vedl senátor William Alden Smith až do 25. května 1912. Během vyšetřování byly zapsány výpovědi všech přeživších a ostatní svědectví s případem související. Teprve po ukončení podání svědectví bylo britským občanům povoleno opustit Spojené státy americké.
Mezitím britský tisk očernil senátora Smitha jako osobu, která z neštěstí chtěla vytlouci politický kapitál. Smith však měl spíše pověst zastánce bezpečnosti, konkrétně na železnici, a chtěl prozkoumat vztahy mezi společností Railroad Tycoon a Titanicem, protože měly společného majitele: J. P. Morgana.
Taktéž na britské straně byla ustanovena vyšetřovací komise British Board of Trade, kterou vedl lord Mersey. Komise pracovala od 2. května 1912 do 3. července 1912. Komise vyslechla přeživší cestující i členy posádky Titanicu, kapitána Arthura Rostrona lodi Carpathia, posádku lodě společnosti Leyland Line Californian a další. Smith – senátor vnitrozemského státu Unie (Michigan), který vycítil možnost se zviditelnit, se pokusil učinit hlavního viníka katastrofy z Bruce Ismaye, který byl formální hlavou White Star Line vybudované jeho otcem. White Star Line mu však již dávno nepatřila, v té době byla společnost dávno ve vlastnictví amerického Morganova trustu. Ismayovou vinou bylo pak patrně pouze to, že přežil – média jej vykreslila jako sobeckého britského miliardáře, který zabral místo dětem a ženám, aby zachoval vlastní život. Šek, který Ismay vystavil všem námořníkům v záchranném člunu „na úhradu výstroje“ byl dezinterpretován jako úplatek. Bruce Ismay byl flegmatický, znuděný člověk, který se absolutně nezajímal o lodě a jejich navigaci – jeho zasahování do vedení lodi je spíše absurdní výmysl živený filmy, jakým je nacistický Titanic. Jeho nástup do záchranného člunu poté, co obětavě pomáhal posádce jej naplnit a dále neviděl nikoho, kdo by mohl být upřednostněn, rovněž nevykazuje známky nějakého sobectví. Ismay se v Americe stal obětním beránkem (byl dokonce zadržen) – ovšem neprávem. Podobného osudu se v Británii později dočkal kapitán SS Californian Stanley Lord – který dokonce napsal několik knih na svou obhajobu.

### Případ SSCalifornian

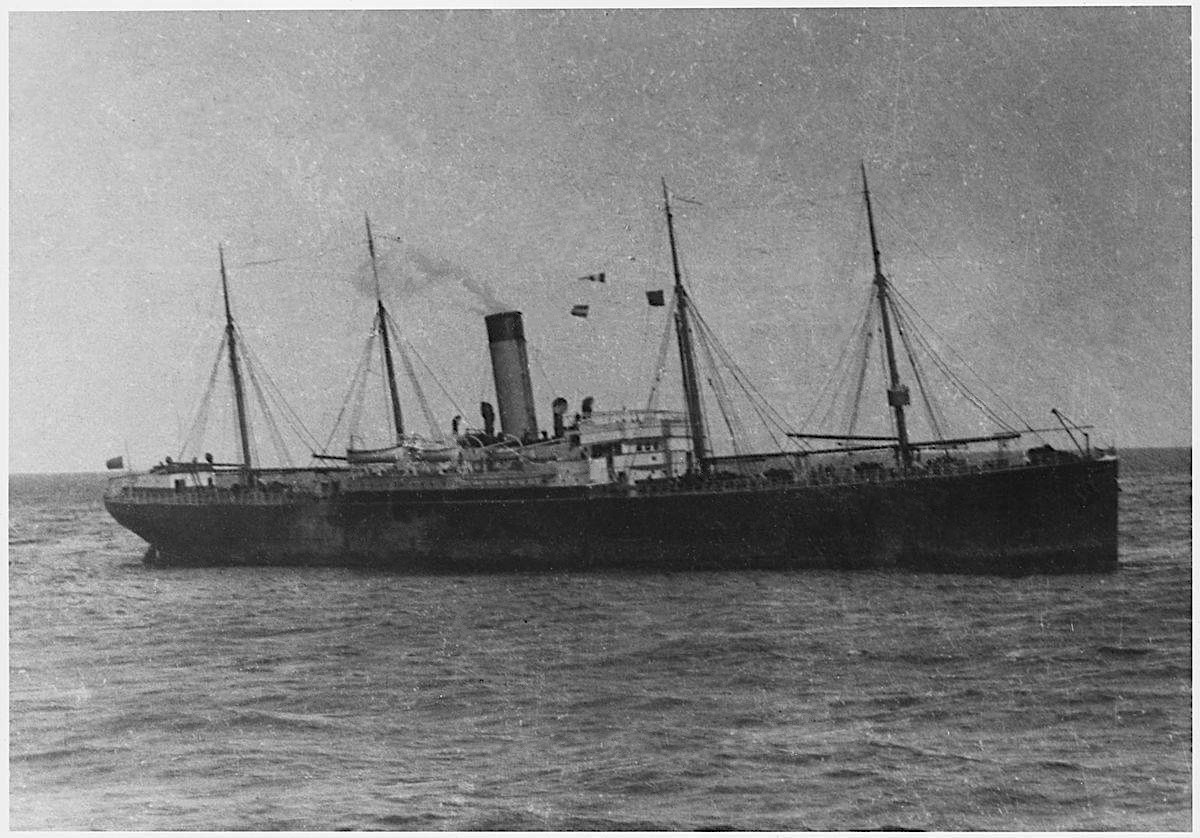
SS Californian, i když nepomohl obětem Titanicu, varoval jej před ledovci, radista na Titanicu však jeho varování pominul

Případ lodi SS Californian se stal součástí šetření britské vyšetřovací komise. Z podaných svědectví kapitána Stanleyho Lorda a třetího důstojníka C. V. Grovese vyplývá, že z paluby lodi byla jižním směrem pozorována světla jiné lodě, pravděpodobně osobního parníku. C. V. Groves v 23:10 ukončil službu. Ještě v 23:30 se radista Cyril Evans na palubě parníku Californian snažil Titanic varovat před ledovci, ale ten na jeho varování nereagoval. Z paluby Californianu pozorovali loď, jejíž světla poblikávala a zdálo se, že se otočila zádí k pozorovatelům. Taktéž na rozkaz kapitána S. Lorda byly z Californianu odvysílány zprávy pomocí Morseovy lampy v čase 23:30 a 01:15. Na tyto zprávy však neznámá loď neodpověděla. V zápisu je taktéž uvedeno, že Morseova lampa na Californianu byla viditelná na vzdálenost 4 mil (asi 6 km), takže na Titanicu nemohla být vidět. V 23:30 šel kapitán Lord spát a na palubě zůstal 2. důstojník Herbert Stone. V 01:15 oznámil kapitánovi, že zahlédl světlici a po ní další čtyři. Všechny světlice však měly bílou barvu, takže podle barvy světlic nebylo možno určit loď lodní společnosti, která rakety vystřelila. Kapitán Lord pouze nařídil další sledování neznámé lodě a odvysílání další Morseovy zprávy lampou a šel opět spát. V 01:50 byly z paluby Californianu pozorovány další světlice, důstojník Stone přitom poznamenal, že neznámá loď vypadá podivně, jako nakloněná. V 02:15 se kapitán Lord opět dotázal na neznámou loď a její světlice, opět dostal odpověď, že jsou bílé. Californian se do záchranné akce zapojil teprve v 05:30 kdy radista Cyril Furmstone Evans opět zapnul radiostanici a Californian obdržel rádiový příkaz od generálního ředitele George Stewarta k pomoci Titanicu; teprve tehdy se kapitán Lord dozvěděl o potopení Titanicu.

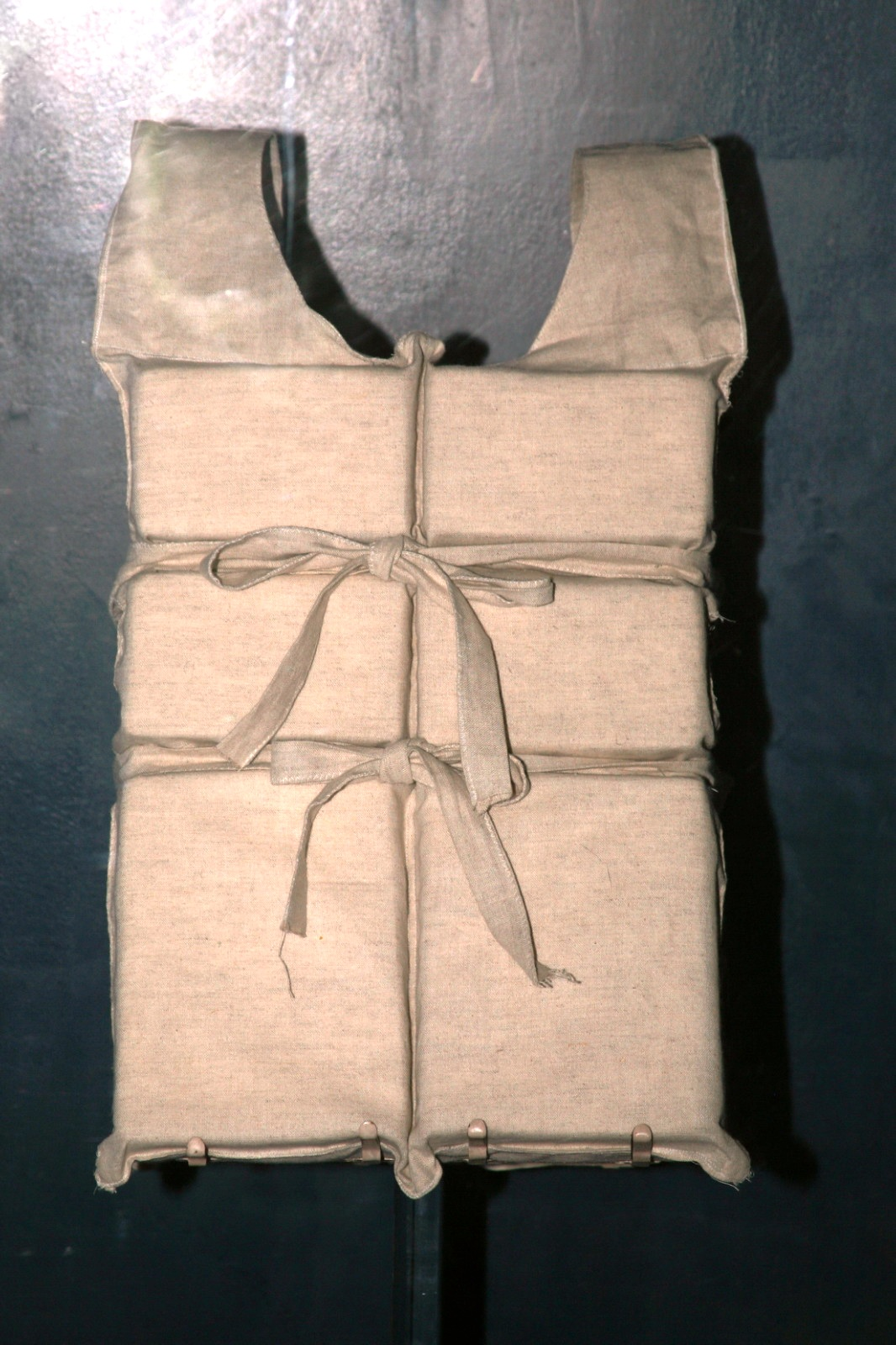
Záchranná vesta z Titanicu

Pozdější vyšetřování britské komise ztotožnilo tuto neznámou loď s parníkem SS Californian a komise obvinila kapitána Lorda a jeho důstojníky z hrubého pochybení. Kapitán Lord toto odmítal a po celý zbytek života se pokoušel očistit své jméno od rozsudku, který mu zničil kariéru. Odmítal, že by loď, kterou on a jeho důstojníci viděli z můstku, byl Titanic, podle nich se mezi Californianem a Titanicem nacházela třetí loď, kterou viděly obě strany, a která odplula ještě před tím, než se Titanic potopil. I když neexistují přímé důkazy pro jeho obhajobu, je toto pravděpodobnější než závěr vyšetřovací komise. Chybou však zůstává, že kapitán Lord nenechal vzbudit radistu a nepřikázal mu zjistit, co se v okolí děje; toto opomenutí stálo životy mnoho lidí. Parník Californian byl nejbližší lodí k potápějícímu se Titanicu, a to ve vzdálenosti 19,5 mil (31,4 km).

### Bezpečnost a předpisy
V průběhu vyšetřování bylo zjištěno, že mnoho bezpečnostních předpisů bylo již zastaralých a nevyhovujících; to vedlo k aktualizaci předpisů podle nových potřeb. Jednalo se o řadu inovovaných a nových bezpečnostních předpisů pro zaoceánské lodě, které ukládaly vylepšení vodotěsných přepážek v trupu a jejich konstrukci, technickou změnu pro nástup a výstup cestujících, nové požadavky na záchranné čluny, lepší provedení a funkčnost záchranných vest, pořádání cvičení k opuštění lodi, lepší předávání zpráv a informací, radiokomunikační zákony a další. Vyšetřovatelé také zjistili, že na Titanicu byly kapacitně odpovídající záchranné čluny pouze pro cestující první třídy, nikoliv pro nižší třídy. Při vyšetřování se také zjistilo, že cestující třetí třídy ani nevěděli, kde se na palubě Titanicu záchranné čluny nacházejí, a ani nevěděli, jak se dostat na horní, člunovou palubu. Imigrační zákony Spojených států amerických taktéž v té době nařizovaly, že cestující třetí třídy mají být odděleni od ostatních cestujících; toto pak vedlo ke ztíženému přístupu z třetí třídy na horní paluby.

### Možné příčiny katastrofy
Je evidentní, že hlavní příčinou ztroskotání Titanicu byla kolize s ledovcem, který způsobil trhlinu pod čarou ponoru procházející přes několik vodotěsných komor v přední části na pravoboku. Tento fakt je ale důsledkem předcházejících událostí i konstrukce Titanicu samotného. K potopení Titanicu mohla značnou mírou přispět i nezvyklá konstelace Měsíce a Slunce vůči Zemi, která vytvořila silný příliv, umožňující průnik statisticky výrazně nadprůměrného množství velkých ledovců do Atlantského oceánu.

#### Konstrukce a metalurgie

Ledovec prolomil a pokřivil pláty trupu, trhlinami pod čarou ponoru může pronikat voda do nitra trupu Titanicu

První úvahy o trhlině způsobené ledovcem byly takové, že ledovec doslova prořízl trup lodi. Podle sonarových výzkumů vraku, provedených později, bylo zjištěno, že kolize mezi ledovcem a trupem způsobila „pouze“ deformaci lodních plátů trupu. Tyto ocelové pláty měly tloušťku 1 až 1½ palce, tj. 2,5 až 3,8 cm. Podrobnou analýzu malých kousků oceli z trupu Titanicu bylo zjištěno, že byla použita uhlíková ocel, která ztrácí houževnatost a zkřehne ve studené nebo ledové vodě, tedy ztrácí pružnost a je náchylná k protržení. Chemickou analýzou bylo zjištěno, že ocel měla vysoký obsah fosforu (4×) a síry (2×) ve srovnání s moderní ocelí a poměr manganu a síry byl 6,8:1, kdy u moderních ocelí je tento poměr větší než 200:1. Souhrn těchto poměrů, jako je vysoký obsah fosforu, napomáhá vzniku lomu, síra tvoří zrna sulfidu železnatého, které usnadňují šíření trhlin, a nedostatek manganu snižuje tvárnost oceli. I přes toto byla použitá ocel nejkvalitnější, jaká byla v době stavby k dispozici i při použití v nízkých teplotách. Chování oceli při namáhání taktéž ovlivňuje směr, jakým je válcována, tedy jakým směrem je vytvořena struktura, směr zrn, oceli při výrobě a jakým směrem působí síly při zatížení. Ocelové pláty pro Titanic byly dodány firmou David Colville & Sons z oceláren Dalzell Steel and Iron Works v Motherwellu nedaleko Glasgow, což vysvětlilo vysoký obsah fosforu a síry. Poslední analýzy šesti malých částí trupu při pokojové teplotě a při teplotě 0 °C (32 °F) ale ukazují, že použitá ocel nebyla křehká, a to i při teplotě kolem 0 °C. Dřívější testy byly totiž prováděny se simulovaným nárazem, ale simulované „pomalé prohýbání“ více odpovídá skutečnému průběhu deformace při nárazu na ledovec.
Dalším faktorem ovlivňujícím rozsah trhliny byly nýty, držící trup pohromadě. Některé nýty totiž byly křehčí, než se předpokládalo. Použité nýty byly osazovány na trup pomocí nýtovacího stroje, ale ten nebylo možno použít v malých prostorách jako je příď a záď lodi. Zde se používalo ruční nýtování. Z několika milionů nýtů držících Titanic pohromadě bylo vyloveno čtyřicet osm; šest z nich bylo identifikováno jako nýty z trupu. Později Američané s pomocí experimentů s nýty vyrobenými co nejpřesněji podle nýtů na Titanicu zjistili, že nýty obsahovaly velkou koncentraci strusky, která způsobila jejich větší křehkost. Proto při nárazu Titanicu na ledovec, kdy byl podle výpočtů na každý nýt vyvinut tlak asi 6 350 kg, nýty praskaly, a to zřejmě již při tlaku 4 530 kg, i když měly vydržet až dvojnásobek. V archivech bylo později zjištěno, že pro kování nýtů bylo nakoupeno železo č. 3 „best“ (v překladu nejlepší) s pevností v tahu cca 73 % pevnosti oceli, ale správně mělo být nakoupeno železo č. 4 „best-best“ s pevností v tahu 80 % pevnosti oceli. I přes nevhodné nýty na přídi největší škody utrpěly prostory s kotelnami 5 a 6, kde byly použity ocelové nýty.

#### Kormidlo a možnost manévrování

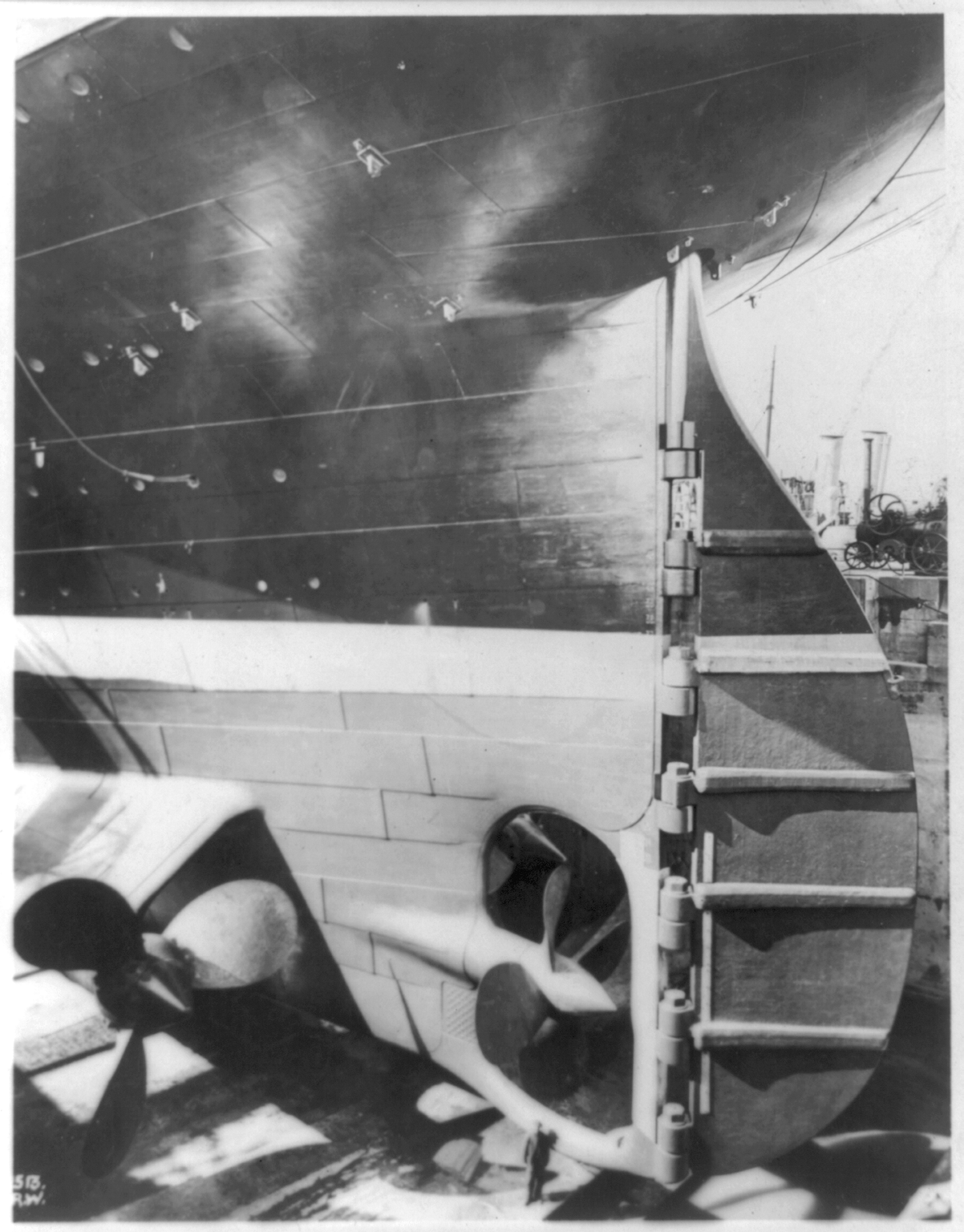
Nevyvážené kormidlo lodi Olympic a levý a střední lodní šroub (podobná konstrukce jako u Titanicu)

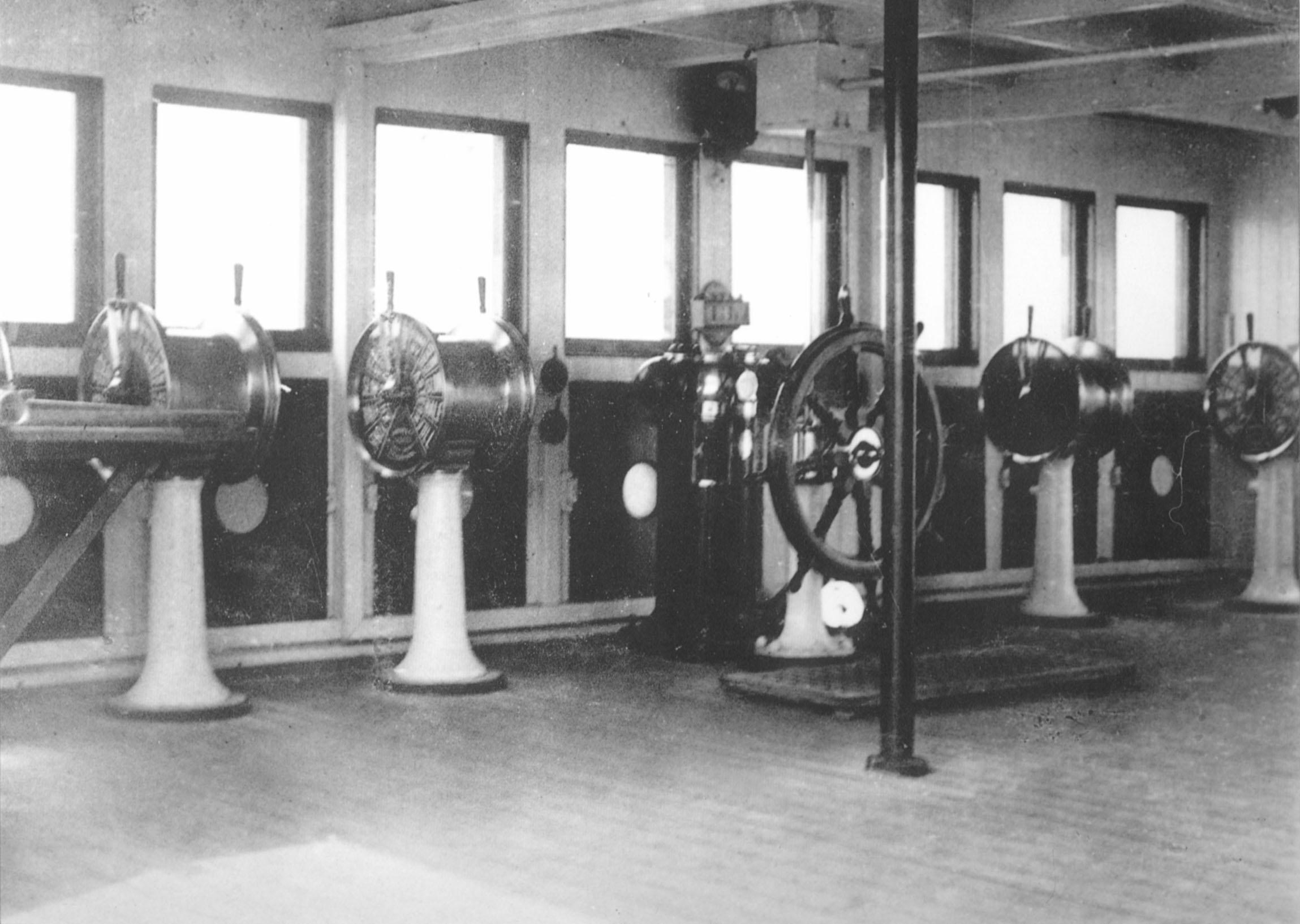
Kapitánský můstek na Olympicu, sesterské lodi Titanicu, vlevo a vpravo od kormidla jsou stojany s lodními telegrafy

Kormidlo Titanicu mělo pro svoji rozměrovou velikost zdánlivě dostačující plochu pro ovládání směru plavby a manévrování. Dnes je zřejmé, že pro takto velkou loď bylo kormidlo poddimenzované (malá plocha). Při návrhu nebyly provedeny žádné výpočty nebo pokusy s modelem v malém měřítku, které by ověřily ovladatelnost lodě dlouhé 269,10 metrů v případě nouzového manévrování, doslova se jednalo o Achillovu patu Titanicu. Reálně, při návrhu kormidla byl neuváženě použit model, kdy použití vysokého kormidla je účelné pro lodě s běžnou (v té době) rychlostí plavby, kdy kratší kormidlo je výhodnější při manévrování při malých rychlostech. Při porovnání velikosti kormidla podle dnešních předpisů, kdy je požadováno, aby kormidlo mělo velikost 1,5 % až 5 % z profilu lodi pod vodou, byl tento poměr u Titanicu 1,9 %, tedy blíže k dolní mezi. Toto uspořádání je však výhodnější pro lepší laminární proudění vody. Během první světové války byl Olympic, stejně jako většina významných lodí, vybaven stejným polooválným kormidlem jako Titanic, aby mohly tyto lodě dosáhnout vyšší rychlosti a uniknout ponorkám.
K tragédii částečně přispěla i konstrukce pohonu lodních šroubů, kde měl Titanic dva postranní šrouby s možností reverzace chodu, poháněné parními stroji, ale prostřední šroub byl poháněný parní turbínou bez možnosti reverzace. Podle 4. důstojníka Josepha Boxhalla, který přišel na můstek po srážce, první důstojník Murdoch sice vydal strojovně povel „zpětný chod“, aby odvrátil srážku s ledovcem, ale protože střední šroub byl poháněný turbínou, nemohla být tato reverzována na zpětný chod, a tak byla zastavena. Z obrázku je patrné, že střední šroub je umístěn v ose kormidla a při zastavení chodu šroubu, došlo i k podstatnému snížení obtékání kormidla proudící vodou, které je potřeba pro vyvození síly otáčející loď. Pokud by Murdoch vydal pouze povel „docela vpravo“, tedy bez rozkazu „zpětný chod“, mohl se Titanic ještě ledovci vyhnout. Zachráněný strojník Frederick Scott ale při výpovědi uvedl, že všechny čtyři sady telegrafů se změnily na „STOP“, ale až po kolizi s ledovcem.

#### Vyhýbací manévr
Vlastní vyhýbací manévr řídil první důstojník Titanicu William M. Murdoch. Pro zjištění průběhu vyhýbacího manévru byly později prováděny výpočty a zkoušky se sesterskou lodí Olympic. Například bylo zjištěno, že pro vykonání rozkazu „zpětný chod“ je potřeba 20 sekund. Tento povel nebyl ani v průběhu plavby předtím vydán, přitom je nutno brát v úvahu i to, že strojníci vykonávali i další činnosti, potřebné k chodu lodních strojů. I pokud by k předání rozkazu bylo potřeba pouze 10 sekund, není technicky možné, aby došlo ke včasnému zastavení strojů, provedení reverzace chodu a vyvinutí zpětného tahu lodních šroubů před srážkou. O tom, že ke zpětnému chodu před srážkou nedošlo, hovoří tři fakta:
1. Při zpětném chodu strojů by došlo k silným vibracím, které by byly cítit na celé lodi, nikoliv pouze vibrace na přídi, způsobené nárazem na ledovec.
2. Podle svědectví lodního strojníka Fredericka Scotta přišel povel telegrafem k zastavení až po nárazu.
3. Hlavní topič Frederick Barrett potvrdil, že i v kotelně telegrafy indikovaly stejný povel.

V úvahách o možném odvrácení kolize se hovořilo i o tom, že mohl Murdoch srážce předejít tím, že by vydal povel ke zpětnému chodu pouze pro levý lodní šroub. Ani tento povel by však nevedl k odvrácení katastrofy, protože pro reverzaci chodu je potřeba delší čas, než který zbýval do nárazu.

Úplný vyhýbací manévr

Britská vyšetřovací komise zjistila, že Titanic byl vůči ledovci natočen vlevo, v úhlu 22,5°. Na základě pokusů, prováděných se sesterskou lodí Olympic bylo zjištěno, že při plné rychlosti, plnému vychýlení kormidla a době k nárazu 37 sekund, odpovídala vzdálenost od ledovce v okamžiku zpozorování přibližně 410 metrů. Kdyby se Titanic při vyhýbacím manévru natočil více doleva, došlo by ke střetu s ledovcem po celé délce trupu na pravoboku v důsledku jiné trajektorie zádi, která je delší a liší se od trajektorie přídě. Po rozkazu „docela vpravo“, vydaném Murdochem, musí přijít ve vhodný okamžik rozkaz „docela vlevo“, v tomto případě zádí pryč od ledovce. Murdoch sice použil učebnicový model vyhýbacího manévru, ale problém u Titanicu byl v tom, že při dané rychlosti měl příliš velký poloměr otáčení.
I zde se objevila řada hlasů, které tento manévr kritizovaly: podle nich měl Murdoch zastavit stroje a přepnout je na zpětný chod. Titanic by pak do ledovce narazil přídí. Při přímém nárazu přídí na ledovec by bylo poškozeno přibližně 30 stop trupu od hrany přídě a byly by proraženy nanejvýše 3 vodotěsné komory. Zároveň by pravděpodobně přišli o život i členové posádky, kteří měli své kajuty na přídi. Tato kritika ovšem nebere v úvahu, že Murdoch neměl k dispozici přesnou vzdálenost mezi Titanicem a ledovcem, aby si mohl odvodit, že se srážce nevyhne, a ani nezohledňuje morální odpovědnost za usmrcení členů posádky při přímém střetu s ledovcem.

#### Vodotěsné přepážky
Kritika zpochybnila i uzavření vodotěsných přepážek, čímž se rychle změnil náklon vlivem extrémního zatížení přídě; pokud by k tomu nedošlo, Titanic se údajně mohl potápět pomaleji. Na druhou stranu, Murdoch nemohl znát rozsah poškození a tím i rychlost zaplavování podpalubí a podle standardního postupu při kolizi uzavřel přepážky, protože pozdější uzavření by mohlo být opravdu již pozdní. Žádný konstruktér lodí by nepředpokládal opačný postup. Když byla tato varianta později zkoumána počítačovou simulací na modelu lodi, výsledkem bylo zjištění, že by se Titanic potopil dokonce o 40 minut dříve. Zabránění zavření přepážek ani nebylo technicky možné, protože při dosažení kritické hladiny vody uvnitř lodě by se aktivovalo automatické uzavírání.

#### Rychlost plavby
V závěru britské vyšetřovací komise je uvedeno, že „rozsah ztrát po kolizi s ledovcem ovlivnila i nadprůměrná rychlost lodi“. Podle záznamů plul Titanic v době srážky normální rychlostí kolem 21 uzlů (39 km/h), což bylo o něco méně, než je jeho maximální rychlost 23 uzlů (43 km/h). Tato rychlost nebyla sice obvyklá, ale přesto nebyla nijak výjimečná ani v oblastech, kde je možno očekávat výskyt ledovců. Taktéž se předpokládalo, že ledovec bude dostatečně velký, aby jej bylo možno zahlédnout v dostatečném předstihu a provést úhybný manévr. J. Bruce Ismayovi a kapitánu Smithovi bylo potom dáváno za vinu, že jeden z nich přikázal plavbu takovou rychlostí. Jde o sporný bod příčiny katastrofy, ale je často zmiňován a zdůrazňován, například ve stejnojmenném filmu z roku 1997.

#### Vítr
V době kolize bylo moře klidné. Mimo to byla i bezměsíčná noc. Za normálních, obvyklých, podmínek v severním Atlantiku fouká vítr, který žene vlny na základnu ledovců, kde se tříští a vytváří pěnu. Ta je dobře viditelná a upozorňuje na ledovce i za bezměsíčné noci. Vítr vanoucí od severozápadu a nízká teplota blízko nuly jsou nepříjemné pro pozorovací hlídky; taktéž vítr mohl hnát ledovce ve směru proti lodi.

#### Zhroucení trupu
Srážka s ledovcem, která způsobila dlouhou trhlinu v trupu Titanicu v délce šesti komor, způsobila poškození trupu v rozsahu větším, než konstruktéři při projektování trupu očekávali.

#### Požár
Dle dokumentu „Titanic: The New Evidence“ mohl být hlavní příčinou potopení plavidla požár, který několik dní před vyplutím ze Southamptonu vypukl v podpalubním uhelném bunkru č. 6. Požárem způsobené vysoké teploty mohly snížit pevnost trupu, který následně fatálně poškodil ledovec. Jeden ze zachráněných topičů J. Dilley později vypověděl: „Nemohli jsme dostat oheň pod kontrolu a mezi topiči se říkalo, že až přistaneme v New Yorku, musíme po odchodu pasažérů hned vyprázdnit ostatní velké uhelny a pak přivolat na pomoc hasičské lodě z tamního přístavu“.

## Objevení vraku
Krátce po potopení lodi se objevily první snahy o nalezení lodi a vyzvednutí jejího trupu. Hloubka v dané oblasti se ale pohybuje okolo čtyř kilometrů, takže tyto plány nebyly vzhledem k úrovni tehdejší techniky realizovatelné.
První vážný pokus o nalezení vraku Titanicu podnikl texaský naftař a multimilionář Jack Grimm v červenci 1980, neuspěl však ani tehdy, ani v žádném ze dvou dalších pokusů. Následoval jej oceánograf a geolog Robert D. Ballard, jehož expedice objevila první trosky 1. září 1985. Finanční i technické zajištění celé operace spadalo pod americké námořnictvo, jelikož hlavním cílem expedice nebylo pátrání po Titanicu, ale především nalezení a prozkoumání vraků dvou potopených amerických jaderných ponorek – USS Thresher a USS Scorpion, které zmizely i s posádkami (Thresher v roce 1963 a Scorpion v roce 1968). Robert D. Ballard poskytl námořnictvu své bohaté zkušenosti oceánografa a především nové video technologie k průzkumu mořského dna, které měly vysokou rozlišovací schopnost a umožňovaly detailní průzkum a mapování sledované oblasti. S vedením námořnictva se pak Ballard dohodl na tom, že pokud se mu podaří objevit a prozkoumat obě potopené jaderné ponorky a nepřekročí při tom povolený rozpočet, získá možnost ve zbylém čase expedice pátrat i po vraku Titanicu. Námořnictvo USA poskytlo loď i posádku, financovalo výrobu vlečené plošiny, na které byly umístěny videokamery a osvětlení, a finančně zajistilo celou přísně utajenou operaci. Důstojník v záloze Robert D. Ballard byl povolán do aktivní služby a vázán přísahou mlčenlivosti. Vraky obou ponorek se týmu nakonec podařilo objevit a prozkoumat, ale na hledání Titanicu zbylo jen posledních čtrnáct dnů pátrání. Vzhledem k tomu se Ballard rozhodl cílovou oblast pátrání prohledávat v navazujících pásech, mezi kterými ale nechával mílové rozestupy a doufal, že ho na stopu vraku přivede dlouhý pás trosek, který se podle Ballardova odhadu musel vytvořit po rozlomení potápějící se lodi. Tato taktika se ukázala být správná a pouhé čtyři dny před ukončením expedice zaznamenal robot Argo a jeho kamery první stopy po vraku lodi. Když Ballard na pozdější tiskové konferenci oznámil, že objevil vrak Titanicu, byl nucen zatajit informace o pravém účelu expedice a tvrdil, že pro americké námořnictvo pouze testoval nové technologie.

## Vrak lodi

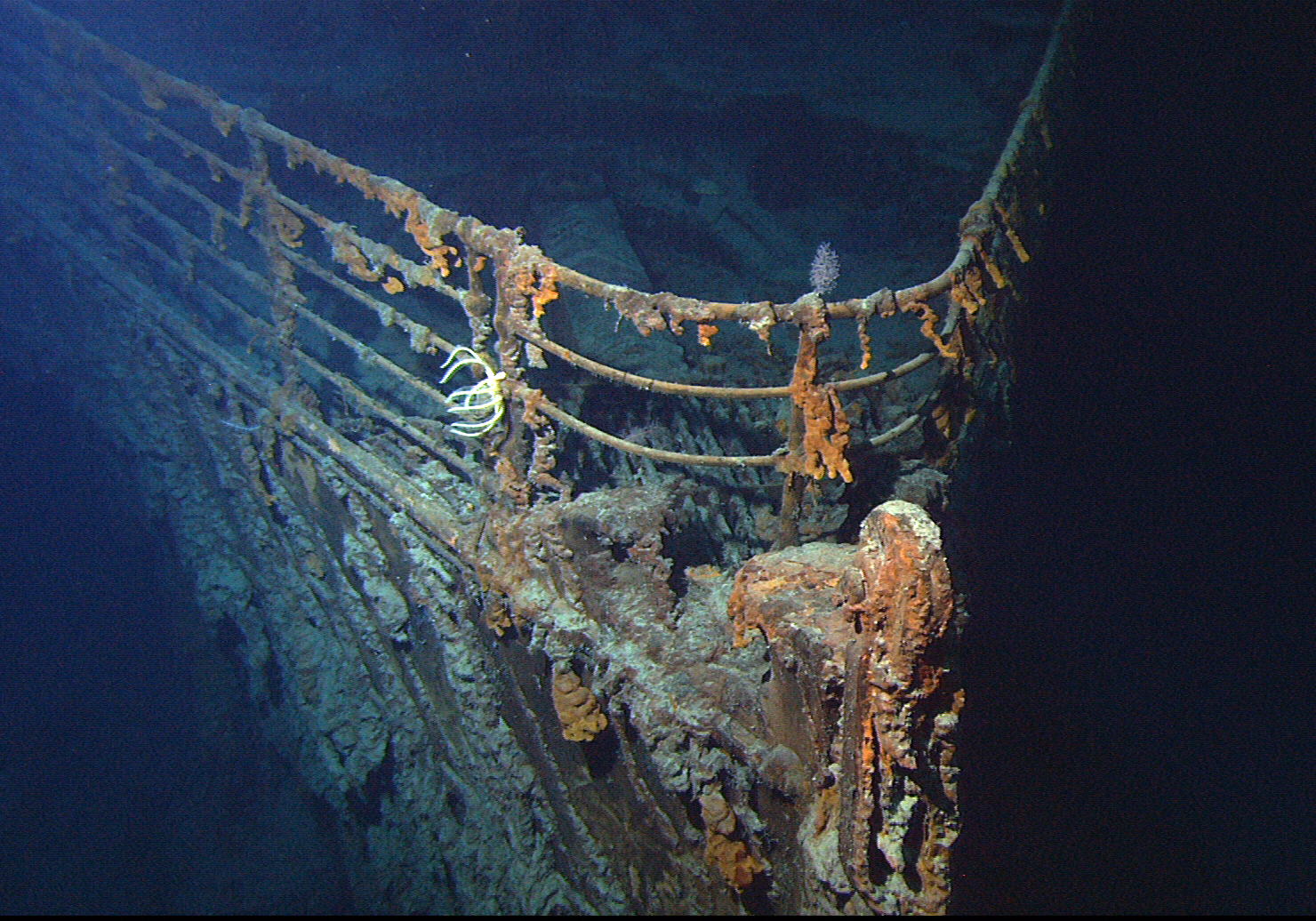
Vrak Titanicu v roce 2004

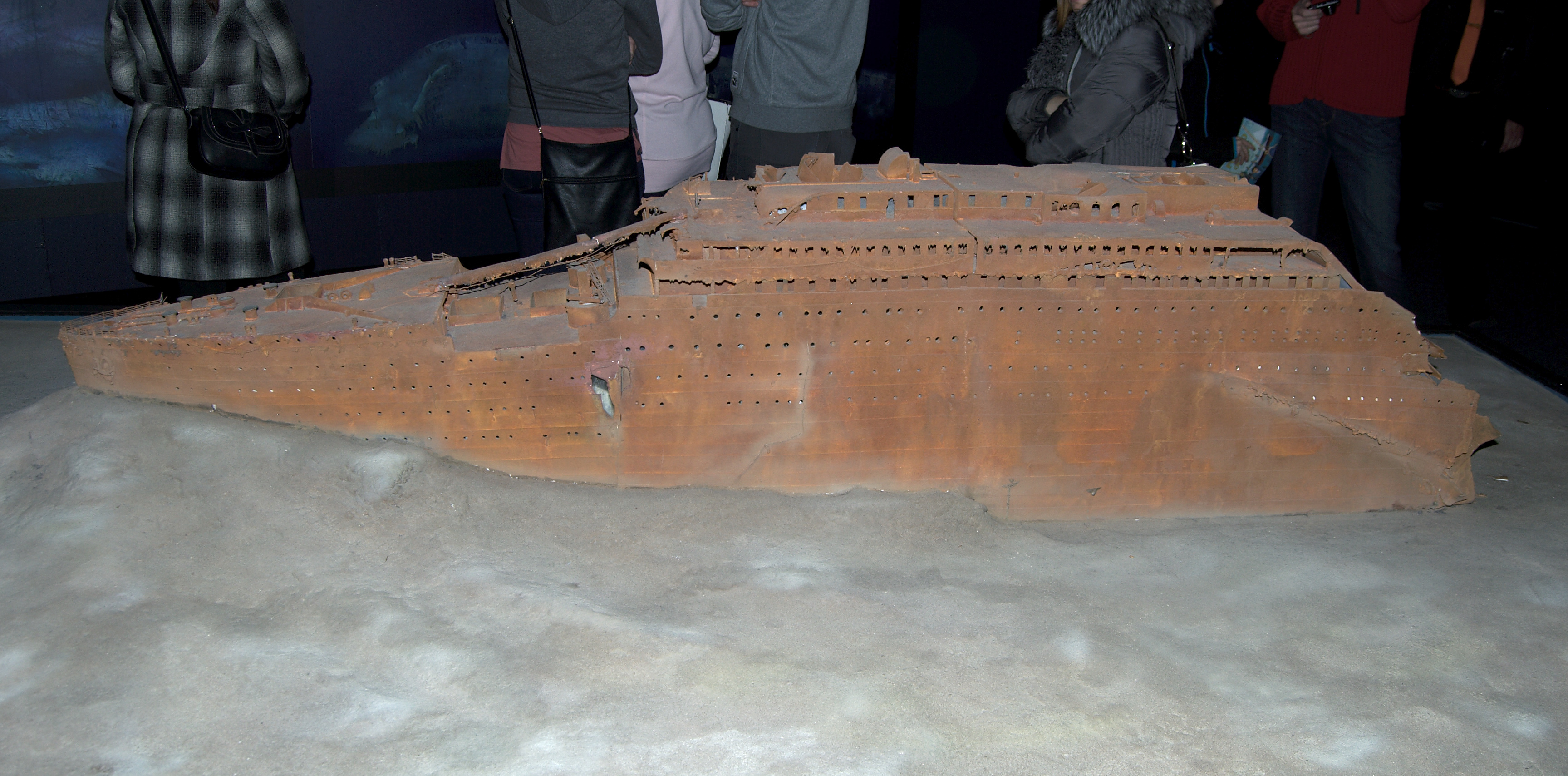
Model vraku Titanicu

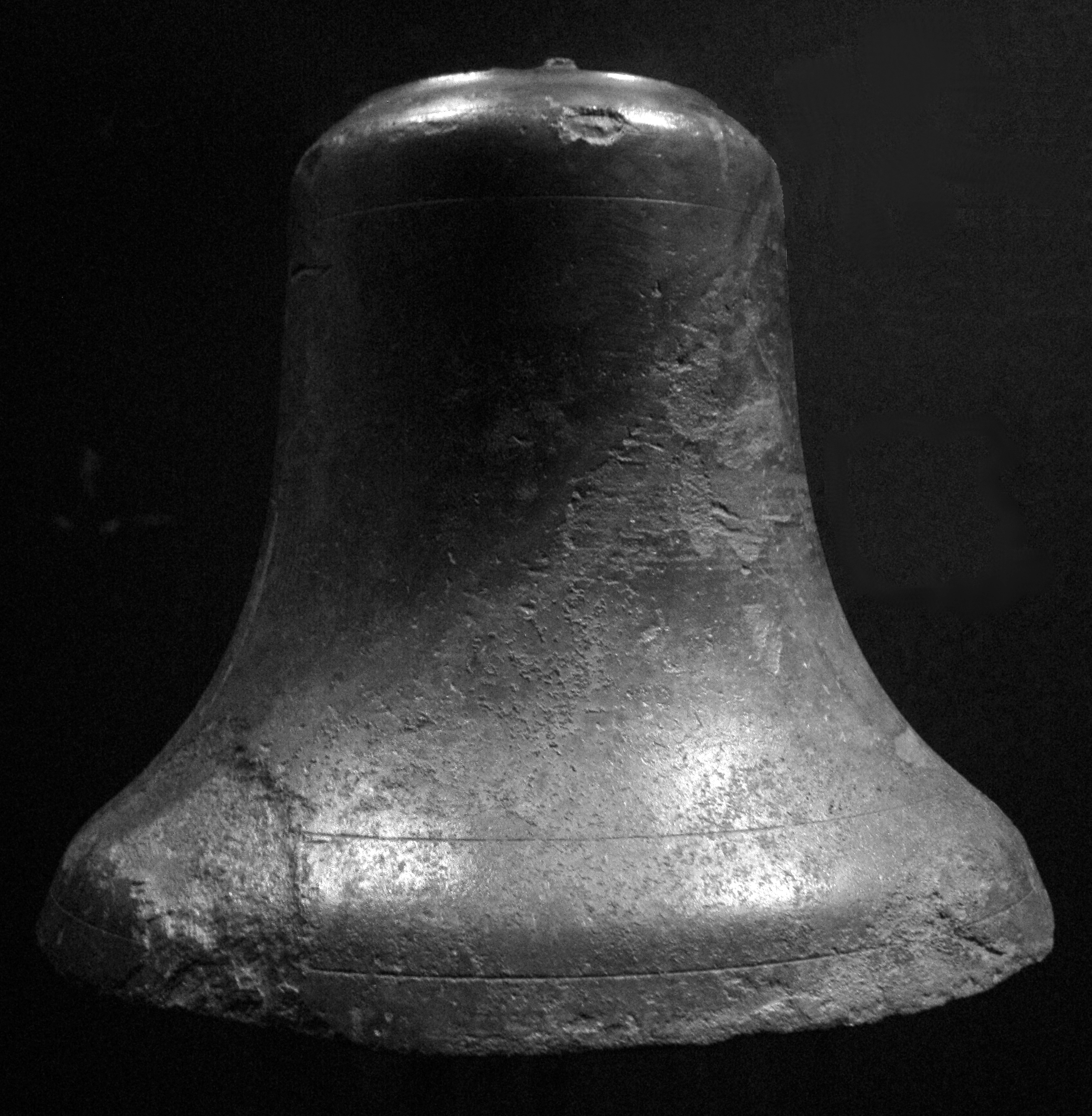
Lodní zvon z Titanicu

Po rozlomení trupu se každá část potápěla odlišně. Přední část poměrně měkce dosedla na dno, zadní část klesala ke dnu daleko rychleji, i vlivem imploze stlačeného vzduchu ve vodotěsných komorách na zádi. Zadní část se zaryla hluboko do bahna.
Jednu z nejzajímavější částí trosek, objevených týmem Roberta D. Ballarda, představoval lodní kotel na souřadnicích 41°43′32″ s. š., 49°56′49″ z. d. O den později byla nalezena přední část trupu (prokázalo se tak, že měla pravdu ta svědectví, která byla vyšetřovací komisí odmítnuta a která tvrdila, že trup lodi se krátce před potopením rozlomil na dvě části) na pozici 41°43′57″ s. š., 49°56′54″ z. d. Ještě později byla nalezena i záď ležící 600 stop od přídě na souřadnicích 41°43′35″ s. š., 49°56′54″ z. d. Za místo potopení Titanicu je možno brát polohu nalezeného kotle, u něhož je pravděpodobné, že se uvolnil při rozlomení Titanicu a klesal přímo ke dnu.
Bohužel neexistuje přímý důkaz, ve které fázi potápění došlo k úplnému oddělení obou částí lodi, zda to bylo již na hladině, nebo v jaké hloubce během potápění.
Jelikož příď je zabořena v bahně, nebylo možno prozkoumat celou trhlinu. Od třetí přepážky dál, kde byla inkriminovaná část trupu přístupná, bylo zaznamenáno rozsáhlé poškození zjevně související s nárazem na kru. Nešlo o celistvou trhlinu, ale o vyrvané nýty a rozestoupení a zprohýbání ocelových plátů tvořících trup.
Experti došli k názoru, že vrak nelze vyzvednout, protože je příliš poškozen korozí a při zvedání by se nutně rozpadl na kusy. Podle výzkumů z roku 2010 přispívají k rozpadu vraku významně i nově objevené bakterie Halomonas titanicae.
Později byl vrak navštíven ještě několikrát, v roce 1987 z něj francouzská výprava vyzvedla několik set předmětů, což se setkalo s hlubokým nesouhlasem zejména americké a britské veřejnosti, stále žijících účastníků katastrofy a příbuzných obětí. Francouzská expedice byla označena za vykradače hrobů a byly vzneseny požadavky, aby se Titanicu dostalo oficiálního prohlášení za hrob a památník neštěstí. K tomu ale nedošlo, neboť leží v mezinárodních vodách a nemá majitele. Jediným oficiálním držitelem práv na vyzvedávání artefaktů z Titanicu je společnost RMS Titanic, Inc., jejíž pracovníci se k vraku potápějí a zkoumají, jak se vrak od předešlých let změnil. Kongres Spojených států amerických v roce 1987 schválil zákon, který zakazuje prodej a vystavování předmětů vyzvednutých z Titanicu na území USA a vyzval k respektování vraku jako mezinárodního památníku a hrobu 1 517 obětí.
Titanic leží v hloubce 13 000 stop na mírně se svažujícím dně alpského typu s výhledem na malý kaňon opodál. Jeho příď směřuje k severu a loď sedí vzpřímeně na dně. Není tam žádné světlo, které by proniklo tak hluboko a je zde pouze nepatrný život. Je to tiché a klidné místo vhodné odpočinku památky největšího námořního neštěstí. Ať to tak navždy zůstane a Bůh požehná těmto duším.
Dr. Robert Ballard, 9. září 1985 

## Legendy, mýty, teorie
Jako každá velká tragédie, které se dostane pozornosti a publicity, tak i ztroskotání Titanicu přitáhlo k sobě velkou pozornost, zejména, objeví-li se dříve napsaná kniha nebo povídka, v jejímž obsahu je popsáno ztroskotání podobné lodi, lze vysledovat mystické souvislosti mezi událostmi a podobně…

„no pope“

- V roce 1898 vydal Morgan Robertson, bývalý námořník, v nakladatelství M. F. Mansfield povídku, v níž je popisováno ztroskotání „nepotopitelné“ a největší dosud postavené lodi Titan podobných rozměrů, parametrů a konstrukce jako Titanic.[141] V povídce loď na plavbě (která se konala v dubnu) částečně najela na ledovec, což vedlo k rozsáhlému popraskání trupu a velmi rapidnímu potopení lodě a smrti drtivé většiny pasažérů. [142]
- I když se spojení Titanic – „nepotopitelný“ po katastrofě objevovalo téměř neustále a přežívá dodnes, není pravdou, že by byl před svou první plavbou takto označován, ať už společností White Star Line nebo loděnicí Harland and Wolff.[143]
- U často zmiňovaného lodního orchestru je sporné, hrál-li až do poslední chvíle na člunové palubě a hrál-li v průběhu katastrofy vůbec, případně jaké hrál skladby,[144][145] i když věta jednoho z hudebníků „Pánové, bylo mi ctí s vámi dnes hrát“ ve filmu z roku 1997 je působivá.[146]
- Irští katoličtí dělníci si s hrůzou šeptali o údajném sériovém čísle Titanicu 3909 04 (Titanic měl ve skutečnosti sériové číslo 401). Při pohledu z paluby pak zrcadlově odražené číslo od vody vypadá jako nápis „no pope“, volně přeloženo „papež neexistuje“. Číslo 3909 04 si vymysleli protestantští dělníci loděnice, aby postrašili katolické dělníky.[5]
- Omylem je i údajně první vysílání signálu „SOS“ právě z paluby potápějícího se Titanicu, kterému okolní lodě nerozuměly. Volání „SOS“ (· · · – – – · · ·) bylo mezinárodně používáno již od roku 1908, i když se souběžně používalo i starší volání „CQD“ (v Morseově abecedě – · – ·   – – · –   – · ·).[147]
- S Titanicem je spojováno i prokletí pro údajnou přepravu starodávné mumie.[148][149]
- Spekuluje se i o tom, že se mohlo jednat i o pojistný podvod[150] – potopen neměl být Titanic, ale Olympic – v době, kdy byly obě ve stejném doku, mělo totiž dojít k jejich záměně co se týče jejich insignií, nápisů, značení na jejich palubách atd.[151]  O Této teorii napsal v roce 1998 knihu spisovatel Robin Gardiner s názvem Titanic, ship that never sank
- V roce 2023 je nehoda Titanicu popírána např. na sociální síti TikTok, kde se šíří konspirační teorie o tom, že se Titanic nepotopil, nebo že vrak na dně oceánu je sesterské plavidlo Olympic.[152][153]

## Filmy
První filmové zpracování katastrofy v podobě němého filmu Saved from the Titanic (Zachráněná z Titanicu, 1912) se objevilo již několik měsíců po katastrofě. V jedné z hlavních rolí se objevila herečka Dorothy Gibsonová, která katastrofu přežila ve člunu 7 a byla i autorkou scénáře. Film měl premiéru 14. 5. 1912.
Následovaly další filmy:
- Atlantik (1929)
- Titanic (1943)
- Titanic (1953, Oscar za scénář)
- Zkáza Titanicu (1958)
- S.O.S. Titanic (1979)
- Vyzvednutí Titanicu (1980)
- Titanica (94minutový dokument se záběry z vraku)
- Titanic (1996)
- Titanic (1997, velkofilm režiséra Jamese Camerona, 11 Oscarů)
- Titanic (2012, čtyřdílná televizní minisérie, koprodukce Spojené státy americké / Kanada / Maďarsko / Velká Británie)

## Výlety k vraku
Firma Deep Ocean Expeditions realizovala poslední turistickou výpravu k vraku v roce 2012. Londýnská cestovní kancelář Blue Marble Private ve spolupráci s americkou společností OceanGate Expeditions plánovala pořádat od roku 2018 ponory k vraku. Ponorka společnosti OceanGate implodovala cestou k vraku 18. června 2023.